# Гончарова, Наталья Николаевна
Ната́лья Никола́евна Гончаро́ва, в первом браке Пу́шкина, во втором — Ланска́я (27 августа [8 сентября] 1812, поместье Кариан, Тамбовская губерния — 26 ноября [8 декабря] 1863, Санкт-Петербург) — супруга Александра Сергеевича Пушкина. Через семь лет после его смерти вышла замуж за генерала Петра Петровича Ланского. Её роль в жизни Пушкина и событиях, предшествующих его последней дуэли, является предметом дискуссий до настоящего времени.

## Родители

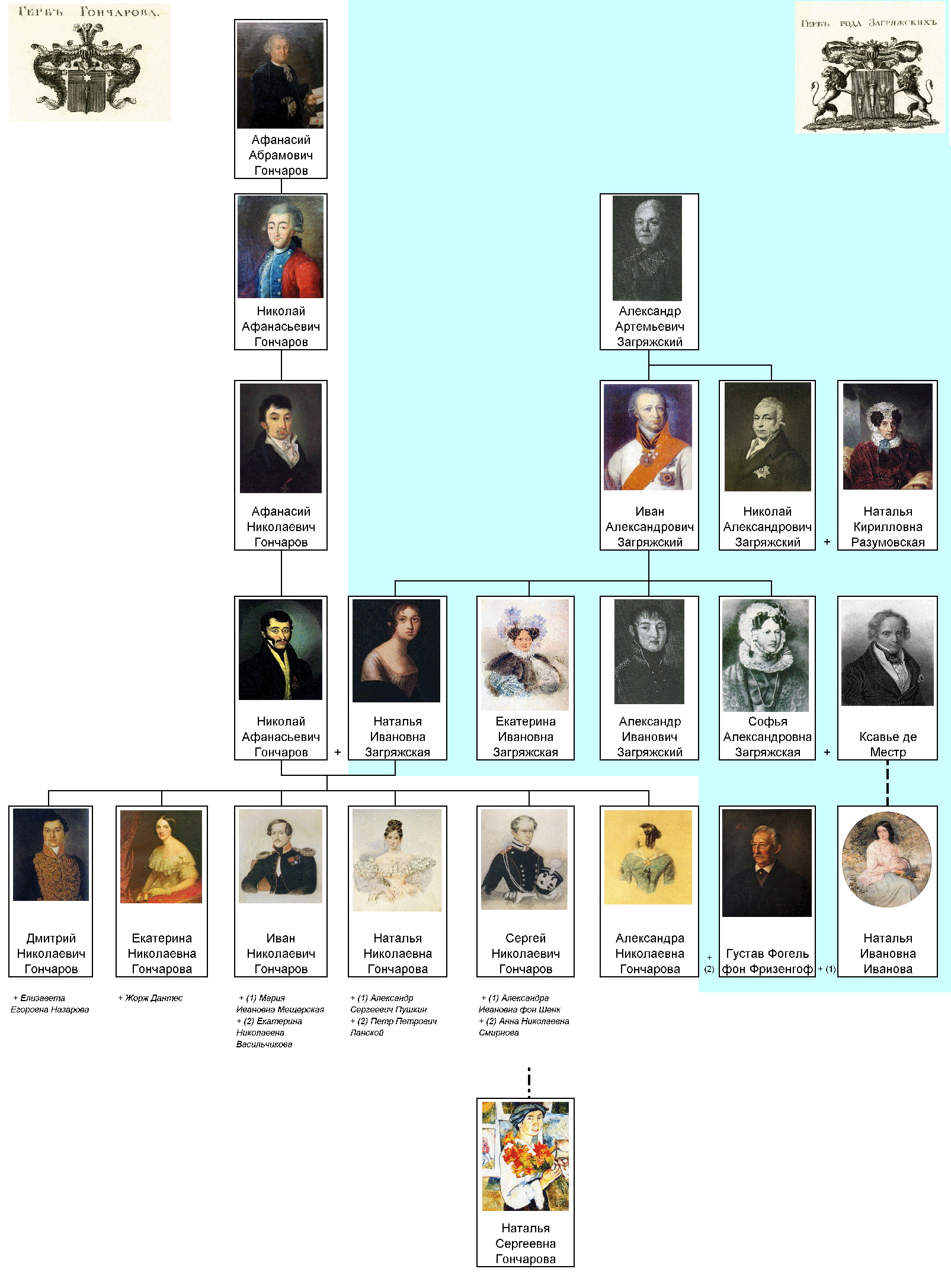
Родословная Н. Н. Гончаровой

Отец Натальи, Николай Афанасьевич Гончаров (1787—1861), происходил из семьи купцов и промышленников, получившей дворянство во времена императрицы Елизаветы Петровны. В 1789 году специальным указом, выданным отцу Николая Афанасьевича — Афанасию Николаевичу, Екатерина II подтвердила за Гончаровыми право на потомственное дворянство. По сообщению Руммеля, в семье было два сына, Дмитрий и Николай.
Николай Афанасьевич получил прекрасное образование: великолепно знал немецкий, английский и французский языки (одним из его гувернёров был Будри — брат Жан-Поля Марата), хорошо владел, в отличие от остальных членов семьи, русским языком, сочинял стихи, играл на скрипке и виолончели. В 1804 году был зачислен в петербургскую Коллегию иностранных дел, а в 1808 году получил чин коллежского асессора и поступил на должность секретаря московского губернатора.
Мать Натальи Николаевны — Наталья Ивановна (1785—1848), урождённая Загряжская, — была праправнучкой украинского гетмана Петра Дорошенко от его последнего брака с Агафьей Еропкиной. По семейному преданию, Наталья Ивановна — незаконнорождённая дочь Эуфрозины Ульрики, баронессы Поссе (урождённой Липхарт) от Ивана Александровича Загряжского. После смерти её матери в 1791 году заботу о Наталье Ивановне взяла на себя жена Ивана Александровича, Александра Степановна, и «приложила все старания, чтобы узаконить рождение Натальи, оградив все её наследственные права». По другой версии, Иван Загряжский женился в Париже на француженке, однако биографы Натальи Николаевны считают первую гипотезу более правдоподобной.
Наталья Ивановна вместе с единокровными сёстрами — Александрой и Екатериной — пользовалась покровительством Натальи Кирилловны Загряжской, фрейлины Екатерины II, и все три сестры были приняты во фрейлины к императрице Елизавете Алексеевне. При дворе на Наталью Ивановну, отличавшуюся необыкновенной красотой, которая досталась ей, по семейным преданиям, от баронессы Поссе, обратил внимание и влюбился фаворит императрицы Алексей Охотников. Брак Натальи Ивановны с Николаем Гончаровым, по этой ли или другой причине, был, по мнению некоторых биографов, «спешным». Судя по записи в камер-фурьерском журнале, свадьба была пышной: на венчании присутствовала вся императорская фамилия, а невесту убирали в покоях императрицы Марии Фёдоровны.

## Детство и юность

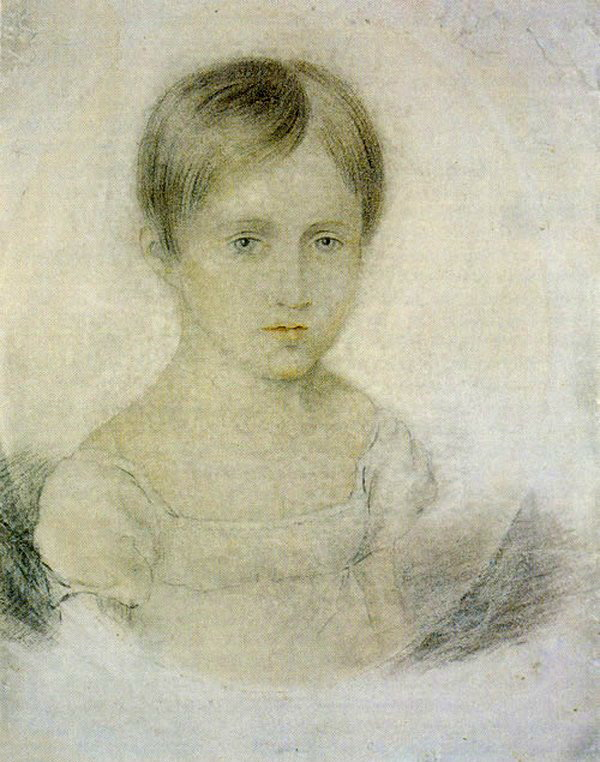
Наталья Николаевна Гончарова в детстве. Неизвестный художник. Начало 1820-х годов

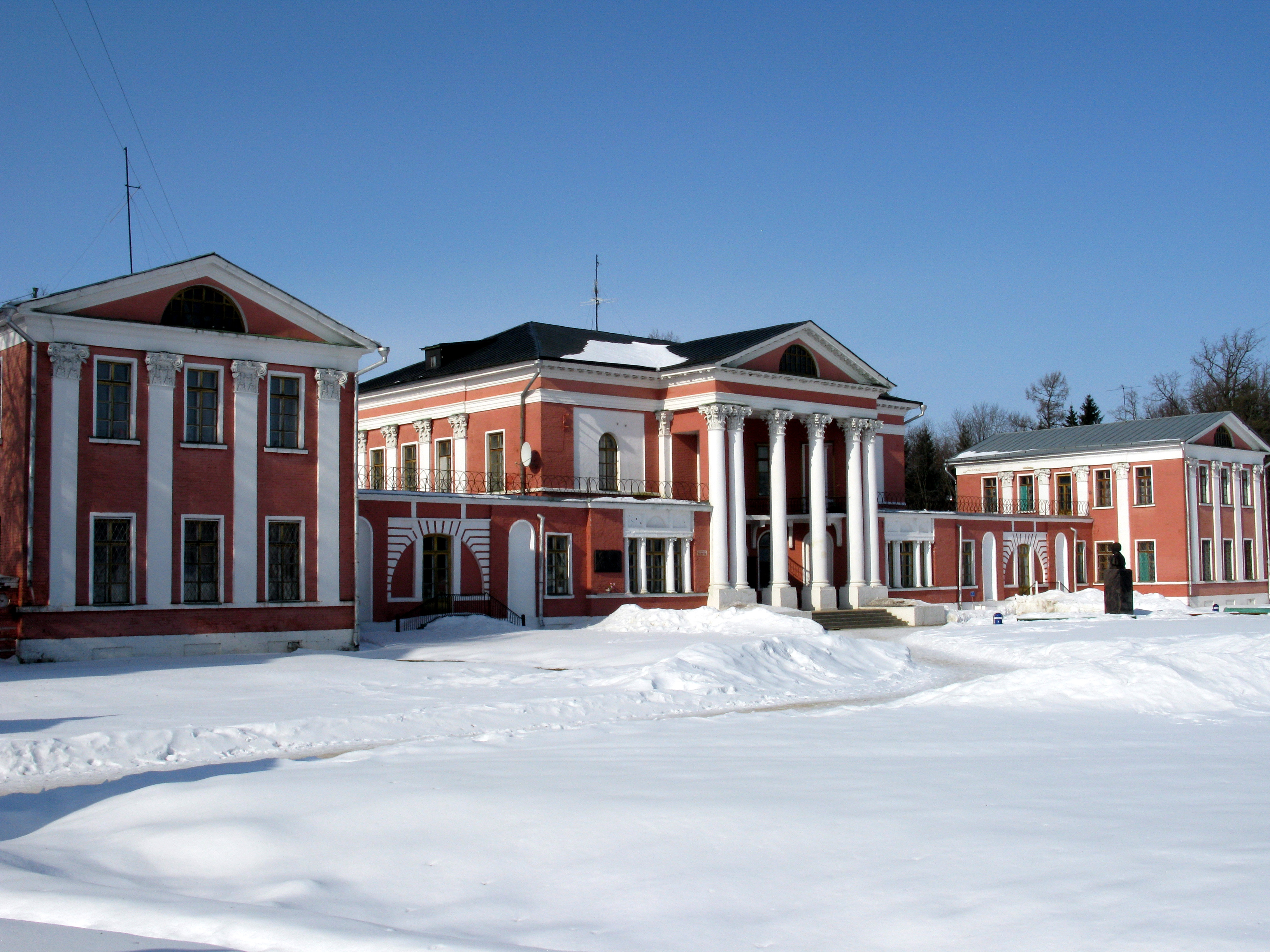
Усадьба Гончаровых в селе Ярополец

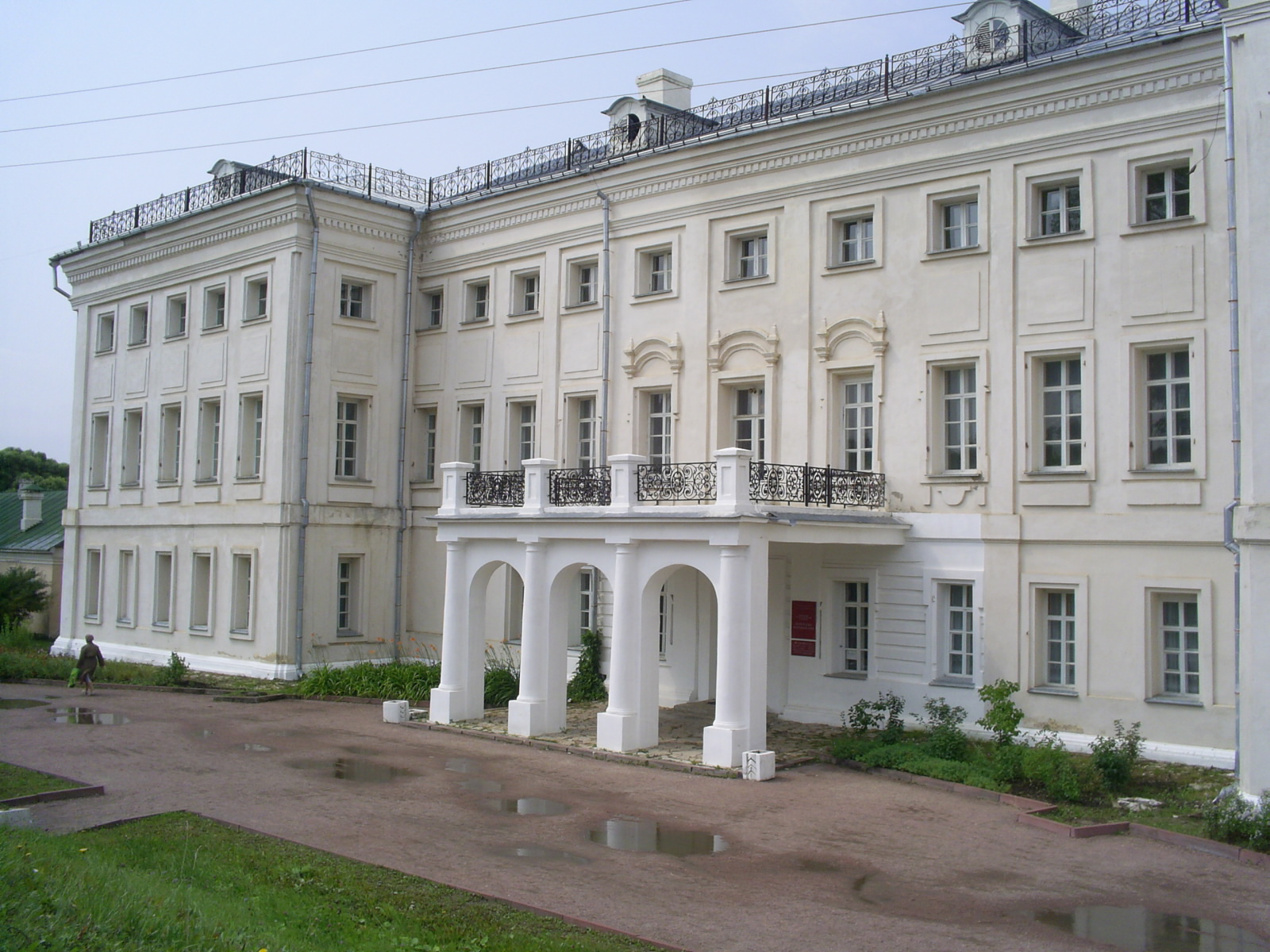
Барский дом усадьбы Гончаровых в Полотняном Заводе

Наталья Николаевна была пятым ребёнком из семи детей Гончаровых; самая младшая, дочь Софья, родилась и умерла в 1818 году. Наталья родилась в селе Кариа́н Тамбовской губернии, родовом поместье Загряжских, куда Гончаровы переехали на время Отечественной войны 1812 года. Детство и юность Наталья провела в Москве и поместьях Ярополец (Московская губерния) и Полотняный Завод (Калужская губерния).
Обстановка в семье была тяжёлой. В Полотняном Заводе всем распоряжался дед Натальи Николаевны, Афанасий Николаевич. Родственникам приходилось терпеть присутствие в доме его любовницы, француженки мадам Бабетт. Отец Натальи Николаевны тщетно пытался остановить расточительного Афанасия Николаевича, но в 1815 году сам был отстранён им от управления делами. Родители Натальи переехали в Москву, оставив младшую дочь на попечение деда, который её любил и баловал. В Заводе девочка прожила ещё около трёх лет.
Образованный и талантливый человек, Николай Афанасьевич с конца 1814 года страдал психическим заболеванием. Болезнь, по словам родственников, была вызвана травмой головы, полученной при падении с лошади. Однако гораздо позднее было высказано сомнение в верности диагноза: судя по письмам его жены, Николай Афанасьевич много пил. Возможно, это было следствие внезапного отстранения его от всех дел по управлению имением и сознания того, что Афанасий Николаевич разоряет семью: за 40 лет тот растратил почти 30-миллионное состояние.
Наталья Ивановна Гончарова была властной женщиной с тяжёлым характером, на которую наложила отпечаток неудачная семейная жизнь. По свидетельству Александры Араповой, дочери Натальи Николаевны от второго брака, мать не любила рассказывать о своём детстве. Наталья Ивановна строго воспитывала детей, требуя беспрекословного подчинения.
Судя по подшивкам ученических тетрадей, сохранившимся в архиве Гончаровых, Наталья и её сёстры — Екатерина и Александра — получили хорошее домашнее образование. Детям преподавались русская и мировая история, география, русский язык и литература. Помимо французского, который все младшие Гончаровы знали очень хорошо (позже Наталья Николаевна признавала, что писать по-французски ей гораздо легче, чем по-русски), изучались немецкий и английский языки. Старший брат Дмитрий «с очень хорошими успехами» окончил Московский университет, Иван — частный пансион, а Сергей получил домашнее образование. Пушкинист Лариса Черкашина предполагает, что Наталья училась по той же программе, что и её младший брат Сергей.
По воспоминаниям Надежды Еропкиной, двоюродной сестры Павла Нащокина, знавшей Наталью Николаевну до замужества, та отличалась красотой с ранних лет. Её очень рано стали вывозить в свет, и у неё всегда были поклонники:

«Необыкновенно выразительные глаза, очаровательная улыбка и притягивающая простота в общении, помимо её воли, покоряли всех. Не её вина, что всё в ней было так удивительно хорошо. Но для меня так и осталось загадкой, откуда обрела Наталья Николаевна такт и умение держать себя? Всё в ней самой и манера держать себя было проникнуто глубокой порядочностью. Всё было comme il faut — без всякой фальши. И это тем более удивительно, что того же нельзя было сказать о её родственниках. Сёстры были красивы, но изысканного изящества Наташи напрасно было бы искать в них. Отец слабохарактерный, а под конец и не в своём уме, никакого значения в семье не имел. Мать далеко не отличалась хорошим тоном и была частенько пренеприятна… Поэтому Наталья Николаевна явилась в этой семье удивительным самородком. Пушкина пленили её необычная красота, и не менее вероятно, и прелестная манера держать себя, которую он так ценил».

## Знакомство с Пушкиным. 1828—1831 годы

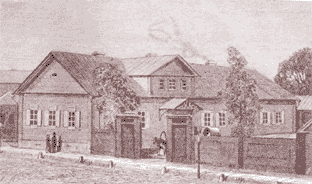
Дом Гончаровых в Москве на Большой Никитской улице. А. М. Васнецов. 1880-е годы

Пушкин встретил Наталью Гончарову в Москве в декабре 1828 года на балу танцмейстера Йогеля. В апреле 1829 года он просил её руки через Фёдора Толстого-Американца. Ответ матери Гончаровой был неопределённым: Наталья Ивановна считала, что 16-летняя на тот момент дочь слишком молода для брака, но окончательного отказа не было. Пушкин уехал в действующую армию Ивана Паскевича на Кавказ. По словам поэта, «непроизвольная тоска гнала» его из Москвы, его приводило в отчаяние, что репутация вольнодумца, закрепившаяся за ним и преувеличенная клеветой, повлияла на решение старшей Гончаровой. В сентябре того же года он вернулся в Москву и встретил у Гончаровых холодный приём. По воспоминаниям брата Натальи Николаевны, Сергея, «с Натальей Ивановной у Пушкина были частые размолвки, потому что Пушкину случалось проговариваться о проявлениях благочестия и об императоре Александре Павловиче», старшая же Гончарова была чрезвычайно набожна, а к покойному императору относилась с благоговением. Сыграли свою роль и политическая неблагонадёжность поэта, его бедность и страсть к картам.

А. С. Пушкин. Акварель. Неизвестный художник. Портрет датирован 13 июня 1831 года. По мнению части искусствоведов, выполнен в 1860-х годах. Есть также сомнения, что на акварели изображён именно Пушкин

Весной 1830 года поэт, уехавший в Санкт-Петербург, через общего знакомого получил известия от Гончаровых, внушившие ему надежду. Он возвратился в Москву и вторично сделал предложение. 6 апреля 1830 года согласие на брак было получено. По словам одной знакомой Гончаровых, именно Наталья Николаевна преодолела сопротивление матери: «Она кажется очень увлечённой своим женихом». Как состоявший под негласным надзором, Пушкин должен был информировать о каждом своём шаге императора Николая I. В письме от 16 апреля 1830 года Александру Бенкендорфу, через которого шла вся переписка Пушкина с императором, поэт сообщает о своём намерении жениться. Называя своё положение «ложным и сомнительным», Пушкин добавляет: «Г-жа Гончарова боится отдать дочь за человека, который имел бы несчастье быть на дурном счету у государя…» В конце письма он просит разрешить напечатать свою запрещённую ранее трагедию «Борис Годунов». В ответе Бенкендорф отмечает «благосклонное удовлетворение» Николая I известием о женитьбе и отрицает, что за Пушкиным установлен надзор, однако подчёркивает, что ему, как доверенному лицу императора, поручено «наблюдение» и «наставление советами».
В мае 1830 года Пушкин и Наталья Ивановна с дочерьми посетили Полотняный Завод: жених должен был представиться главе семейства — Афанасию Николаевичу. Владимир Безобразов, посетивший поместье в 1880 году, видел в одном из альбомов стихи Пушкина, обращённые к невесте, и её стихотворный ответ.
Помолвка состоялась 6 мая 1830 года, но переговоры о приданом отсрочили свадьбу. Через много лет Наталья Николаевна рассказывала Павлу Анненкову, что «свадьба их беспрестанно была на волоске от ссор жениха с тёщей». В августе того же года умер дядя Пушкина, Василий Львович. Свадьба была снова отложена, и Пушкин уехал в Болдино, чтобы вступить во владение частью этого поместья, выделенной отцом. Здесь он задержался из-за эпидемии холеры. Перед отъездом в Нижегородскую губернию Пушкин поссорился с Натальей Ивановной, вероятно, из-за приданого: она не хотела выдавать дочь без него, однако денег у разорённых Гончаровых не было. В письме, написанном под влиянием объяснения со старшей Гончаровой, Пушкин объявил, что Наталья Николаевна «совершенно свободна», он же женится только на ней или не женится никогда. Ответ невесты, полученный им 9 сентября в Болдине, успокоил его, и он заочно помирился с будущей тёщей. Из-за эпидемии холеры Пушкин задержался в имении на три месяца, которые стали для него одним из самых плодотворных периодов в творчестве. Вернувшись в Москву, Пушкин заложил имение Кистенёво и часть денег (11 тысяч) передал в долг Гончаровой-старшей на приданое. Наталья Ивановна в качестве подарка к свадьбе дала закладную на свои бриллианты, дед невесты — медную статую Екатерины II, выполненную по заказу А. А. Гончарова в Германии. От суммы, полученной в залог Кистенёва, Пушкин оставил 17 тысяч «на обзаведение и житие годичное».

## Брак с А. С. Пушкиным
18 февраля (2 марта) 1831 года состоялось венчание в московской церкви Большого Вознесения у Никитских ворот. При обмене колец кольцо Пушкина упало на пол, а потом у него погасла свеча. Он побледнел и сказал: «Все — плохие предзнаменования!»

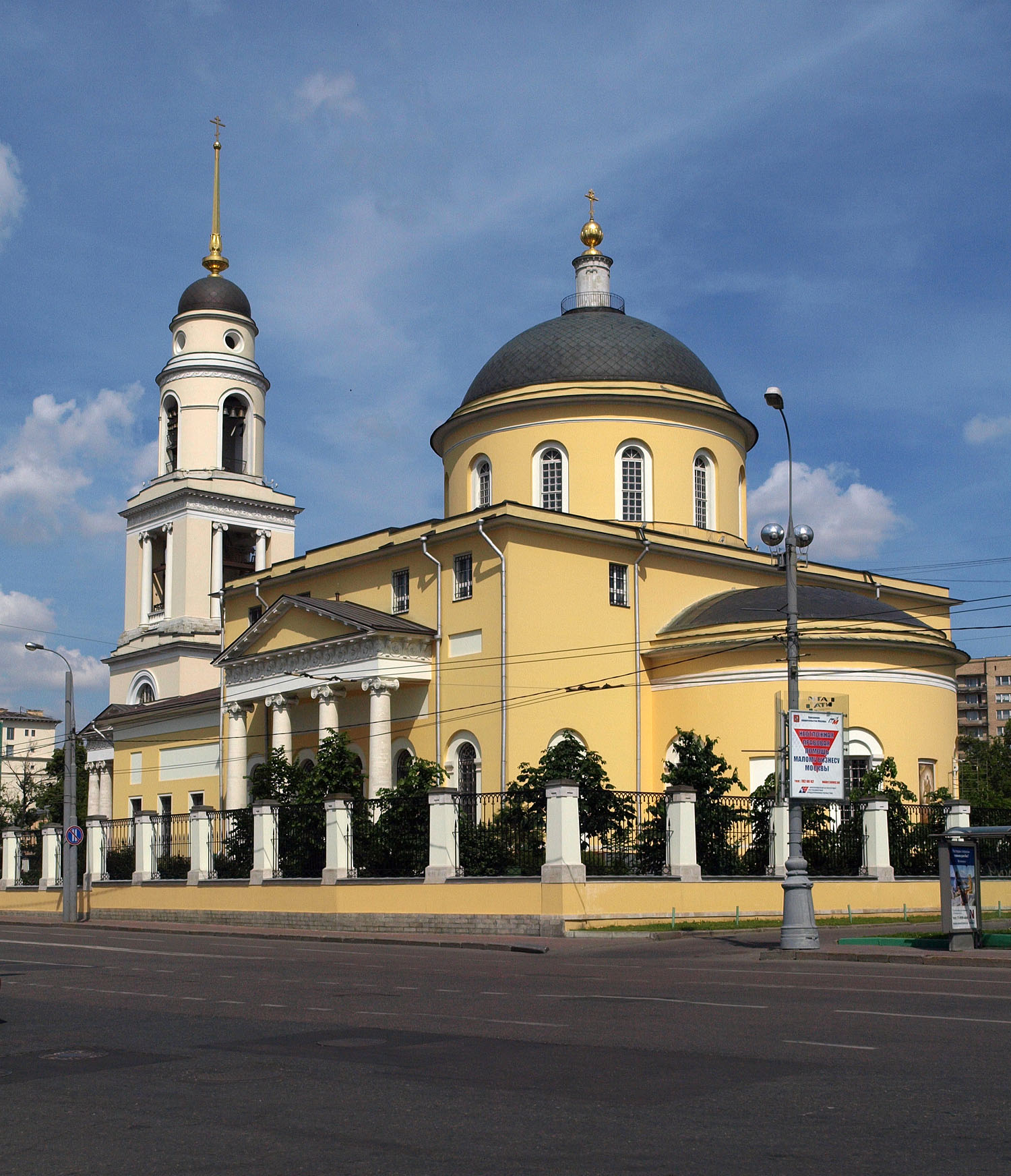
Церковь Большого Вознесения у Никитских ворот. Современный вид

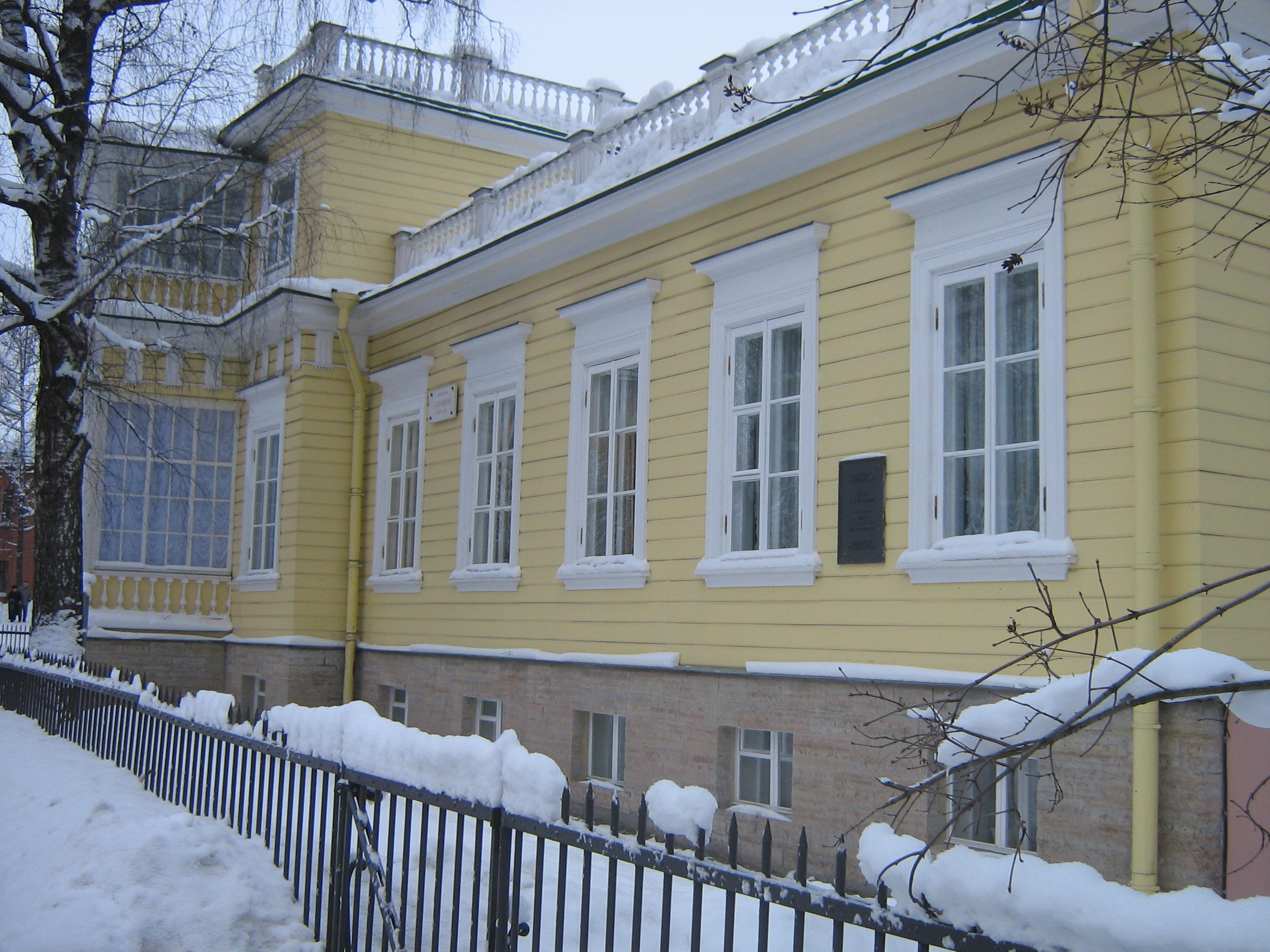
Мемориальный музей-дача А. С. Пушкина (дача Китаева)

«Я женат — и счастлив; одно желание моё, чтоб ничего в жизни моей не изменилось — лучшего не дождусь. Это состояние для меня так ново, что, кажется, я переродился», — писал поэт своему другу Плетнёву вскоре после свадьбы. Молодые поселились в Москве в квартире, снятой поэтом перед свадьбой (современный адрес — ул. Арбат, 53). В середине мая 1831 года супруги, по инициативе Пушкина, не желавшего, чтобы тёща вмешивалась в его семейную жизнь, переехали в Царское Село. Супруги поселились на даче Китаевой и несколько месяцев жили довольно уединённо, принимая близких друзей и родственников. Известно, что Наталья Николаевна помогала Пушкину с перепиской: сохранились выполненные ею копии «Секретных записок Екатерины II» (фрагменты), «Журнала дискуссий» (фрагменты), «Домика в Коломне». В июле из-за эпидемии холеры в Царское Село перебралась императорская семья. В письме к деду Наталья Николаевна сообщает, что выбирает для прогулок «самые уединённые места», так как до неё дошли разговоры, что император с женой хотят встретиться с ней на прогулке. Мать Пушкина так рассказывает его сестре о встрече Пушкиных с императорской четой:

…император и императрица встретили Наташу с Александром, они остановились поговорить с ними, и императрица сказала Наташе, что она очень рада с нею познакомиться и тысячу других милых и любезных вещей. И вот она теперь принуждена, совсем этого не желая, появиться при дворе.
В другом письме Н. О. Пушкина пишет, что двор в восторге от Натальи Николаевны, императрица назначила ей день, когда она должна к ней явиться: «Это Наташе очень неприятно, но она должна будет подчиниться».
Осенью 1831 года Пушкины переехали из Царского Села в Петербург и поселились в доме вдовы Брискорн на Галерной улице, на той же улице проживал старший брат Натальи Николаевны Дмитрий. Два других брата Пушкиной также служили в Петербурге. Тётка Натальи Николаевны, фрейлина Екатерина Загряжская, очень привязалась к ней, протежировала ей в свете и заботилась как о родной дочери, помогая в том числе и материально.
Красота Пушкиной произвела впечатление в светском обществе Петербурга. Пушкин поначалу гордился светскими успехами жены. Дарья Фикельмон в своём дневнике отмечает внешность жены поэта, но вместе с тем говорит о том, что «у неё не много ума и даже, кажется, мало воображения». Пушкин, по словам Фикельмон:

…перестаёт быть поэтом в её присутствии; мне показалось, что он вчера испытывал… всё возбуждение и волнение, какие чувствует муж, желающий, чтобы его жена имела успех в свете.

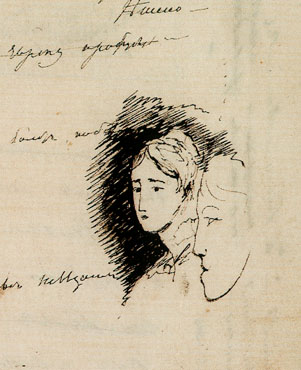
Н. Н. Пушкина (?, слева). Фрагмент рукописи поэмы «Медный всадник». 1833. Болдино

Современники отмечали сдержанность, почти холодность Натальи Николаевны, её неразговорчивость. Возможно, это происходило от её природной застенчивости и по причине настойчивого, не всегда дружественного внимания общества. По мнению писателя Николая Раевского, воспитанная вне Петербурга, она, как и позже её сёстры, довольно быстро освоилась в обществе, но так и не стала настоящей светской дамой. Он отмечал, что, как жена «первого поэта России», человека, имевшего не только друзей, но и врагов, Пушкина с самого начала оказалась в «нелёгком положении»: одни ожидали видеть в ней совершенство, другие — «искали в его жене недостатки, которые могли бы унизить самолюбивого поэта». Гораздо позднее она писала, что раскрывать свои чувства ей «кажется профанацией. Только бог и немногие избранные имеют ключ от моего сердца».
19 мая 1832 года Наталья Николаевна родила первенца — дочь Марию, а 6 июля 1833 года — сына Александра. Рождение внуков несколько улучшило отношения между Пушкиным и тёщей, видимо, оценившей его любовь к детям. В письмах к жене Пушкин постоянно вспоминал о детях (чаще всего встречаются имена двух старших), во время своих поездок просил её сообщать обо всём, что происходит дома. Недостаток средств — «Я могу иметь большие суммы, но мы и много проживаем» — беспокоил его: не раз в своей переписке он задаётся вопросом, что будет с семьёй в случае его смерти.
Долгое время считалось, что Наталья Николаевна не занималась семьёй и домом и интересовалась только светскими развлечениями. Не последнюю роль в формировании этого образа сыграла книга Щёголева «Дуэль и смерть Пушкина», где автор утверждает, что основным содержанием жизни Пушкиной был «светско-любовный романтизм». Щёголев, однако, счёл нужным отметить, что располагает небольшим количеством материала. Позднейшее изучение архивов Гончаровых, писем Пушкиной к родным изменило представление о её личности. Они помогли создать более полный портрет Натальи Николаевны. Так, переписка сестёр не подтверждает сложившееся ранее мнение, что, переехав к Пушкиным, все заботы по хозяйству взяла на себя Александра Николаевна. Исследователи отмечают, что, в отличие от сестёр, Наталья Николаевна в письмах никогда не касается своих успехов в обществе, большей частью они посвящены дому, детям, издательской деятельности мужа. Вопреки сложившемуся мнению, «поэтическая Пушкина» была практична и напориста, когда дело касалось её родственников и близких людей. Так, она принимала активное участие в судебном процессе Гончаровых с арендатором их предприятий. Позднее, когда Пушкин занялся издательством журнала, во время его отсутствия Наталья Николаевна исполняла его поручения, касавшиеся «Современника».
Осенью 1832 года умер дед Натальи Николаевны, Афанасий Николаевич Гончаров. Имение Гончаровых оказалось обременено долгом в полтора миллиона рублей, кроме того, наследникам пришлось вести несколько судебных процессов. Дмитрий Гончаров был назначен опекуном своего отца, оставил службу в Коллегии иностранных дел, перешёл в Московский архив и одновременно принял на себя управление семейным майоратом. Долги деда он не смог покрыть и всю жизнь выплачивал проценты (иногда превышавшие сумму долга) по закладным.
Семья Пушкиных, после того как закончились деньги от заложенного Кистенёва, почти постоянно находилась в трудном материальном положении. Жизнь в Петербурге была дорога, семья росла, Пушкины же, как и многие другие, из соображений «престижа» держали большой дом. Выезды в свет также требовали немалых затрат. Пушкин иногда играл и проигрывал деньги в карты. Его жалованья по службе в Министерстве иностранных дел (пять тысяч рублей в год) хватало лишь на то, чтобы оплатить квартиру и дачу.
В конце декабря 1833 года Николай I производит Пушкина в младший придворный чин камер-юнкера. По словам друзей поэта, он был в ярости: это звание давалось обыкновенно молодым людям. В дневнике 1 января 1834 года Пушкин сделал запись:

Третьего дня я пожалован в камер-юнкеры (что довольно неприлично моим летам). Но Двору хотелось, чтобы N. N. [Наталья Николаевна] танцовала в Аничкове.
В своих письмах О. С. Павлищевой родители Пушкина сообщают, что невестка имеет при дворе большой успех, и сетуют на то, что она слишком много времени проводит на балах.
В 1834 году Наталья Николаевна пригласила к себе в Петербург сестёр. И Александра, и Екатерина стремились в столицу, надеясь устроить свою судьбу, — мать отказывалась вывозить их в свет, и они провели несколько лет в деревне. Пушкина преодолела сомнения мужа в правильности этого шага, да и сам он понимал, в каком нелёгком положении они были. Обе сестры поселились у супругов и стали выезжать в свет, они вносили из своего содержания, выплачиваемого им братом Дмитрием, долю за стол и квартиру. Екатерина вскоре получила стараниями тётки Загряжской фрейлинский шифр, но, вопреки обычаю, не переехала во дворец, а жила в семье Пушкиных.

## Наталья Николаевна и Дантес

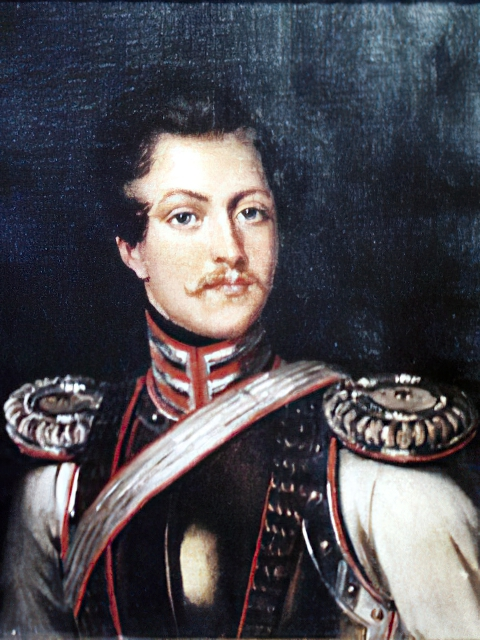
Жорж Шарль Дантес. Портрет работы неизвестного художника. Около 1830 года

В 1835 году Наталья Николаевна познакомилась с французским подданным, кавалергардом Жоржем Дантесом. Как отметил Модест Гофман, до его появления в жизни Пушкиных «никто не связывал её имени [Натальи Николаевны] ни с чьим другим именем», хотя в свете и было известно, что император неравнодушен к ней. До этого момента никто не мог её назвать кокеткой, привлекавшей к себе поклонников. По мнению Я. Левкович, Наталью Николаевну было не в чём упрекнуть до её встречи с Дантесом. Дантес начал ухаживать за Натальей Николаевной, что породило слухи о предполагаемой связи жены поэта с ним. Её поведение и роль в преддуэльных событиях являются предметом дискуссий по настоящее время. Некоторые исследователи, а также Анна Ахматова и Марина Цветаева, считали, что прямо или косвенно она виновата в смерти Пушкина.
В 1946 году Анри Труайя опубликовал два отрывка из писем из архива Дантеса, предоставленные его потомками. Письма, датированные началом 1836 года, написаны Дантесом Геккерну, находившемуся в то время за границей. В них Дантес сообщает о своей новой страсти. Предмет её — «самое прелестное создание в Петербурге» (дама не названа по имени), муж этой женщины «бешено ревнив», но она любит Дантеса. В русском переводе Цявловского эти документы были впервые опубликованы в 1951 году. Цявловский, считая, что неизвестная дама — это жена Пушкина, сделал вывод:

В искренности и глубине чувства Дантеса к Наталье Николаевне на основании приведённых писем, конечно, нельзя сомневаться. Больше того, ответное чувство Натальи Николаевны к Дантесу теперь тоже не может подвергаться никакому сомнению.
Однако Д. Д. Благой отмечал и считал это очень важным моментом, что дама (Пушкина), хотя и была увлечена Дантесом, но «осталась верна своему долгу». Н. А. Раевский обращает внимание на второе из писем Дантеса, где тот говорит, что женщина на уговоры «нарушить ради него свой долг» отвечает ему отказом:

Легкомысленная, как все считали, Наталья Николаевна в роли Татьяны-княгини… Неизвестно, выдержала ли она эту роль до конца, но в начале 1836 года, несомненно, хотела выдержать.
В то же время, по мнению Раевского, дальнейший ход событий показывает, «что своей цели в отношении Пушкиной Дантес не добился». Биографы Натальи Николаевны Ободовская и Дементьев указывают, что письма Дантеса не изучены с археографической стороны, без этого нельзя подтвердить время их написания. По их мнению, содержание писем производит впечатление «нарочитости», неправдоподобности этой «романтической истории». Слова Дантеса о том, что он боготворит даму и озабочен сохранением тайны, не вяжутся со всеми его поступками: настойчивым ухаживанием за Пушкиной, о котором было широко известно в свете, женитьбой на сестре Натальи Николаевны и откровенно вызывающим последующим поведением. Кроме того, ухаживание Дантеса за Пушкиной началось раньше, в конце 1835 года, и Геккерн был об этом осведомлён.
Мадам NN по настоянию Геккерна пригласила Пушкину к себе, а сама уехала из дому. Пушкина рассказала княгине Вяземской и мужу, что, когда она осталась с глазу на глаз с Геккерном, тот вынул пистолет и грозил застрелиться, если она не отдаст ему себя. Пушкина не знала, куда ей деваться от его настояний; она ломала себе руки и стала говорить, как можно громче. По счастью, ничего не подозревающая дочь хозяйки явилась в комнату, и гостья бросилась к ней.
Ободовская и Дементьев высказали предположение, что письма написаны специально, что «это ещё одно звено в травле Пушкина», и, возможно, к их созданию приложила руку враг поэта Идалия Полетика, либо написал их сам Дантес позднее, желая оправдаться, и оставил в своих бумагах. Но итальянская переводчица Серена Витале, получившая от правнука Дантеса письма того к Геккерну и опубликовавшая их в 1995 году, не сомневается в их подлинности. По её мнению, Пушкина была «поджигательницей»: не уступая Дантесу, она «не сумела и не захотела положить конец сладостной игре», и «если бы она подошла в своих отношениях с Дантесом до конца, Пушкин не погиб бы».
В документальной повести «Вокруг дуэли» Семён Ласкин выдвинул гипотезу, что неизвестная из писем Дантеса — сама Идалия Полетика. Пушкина же, за которой Дантес демонстративно ухаживал, послужила лишь «ширмой», скрывшей его роман с Идалией. Исследователи отвергают эту гипотезу. По версии Ю. Лотмана, Дантесу нужен был громкий роман с блестящей светской красавицей (Пушкиной) для того, чтобы отвлечь внимание общества от истинного характера его отношений с Геккерном.
В вину Наталье Николаевне ставили также и свидание с Дантесом на квартире Полетики. Об этом свидании известно из рассказа Веры Вяземской в записи Бартенева (имя Полетики было скрыто за инициалами NN) и письма Густава Фризенгофа, мужа Александры Гончаровой, написанного им Араповой в 1887 году. Вероятно, Арапова обращалась к своей тётке за разъяснениями. За Александру Николаевну, в то время уже парализованную, ответ написал её муж. Исследователи отмечают, что Арапова не стала обнародовать письмо и вообще никак его не использовала при работе над воспоминаниями. Дата свидания неизвестна. По одной из версий, Наталья Николаевна была приглашена Идалией Полетикой и не подозревала, что встретит Дантеса. По другой, Пушкина получила от Дантеса письмо, в котором тот умолял о свидании якобы для того, чтобы обсудить «важные вопросы». Стелла Абрамович считает, что именно это свидание, состоявшееся (по её версии) 2 ноября, стало причиной анонимного пасквиля, спровоцировавшего вызов Пушкиным Дантеса на дуэль в ноябре 1836 года. Другие исследователи (впервые — Щёголев) относят дату свидания на январь 1837 года (иногда называется дата 22 января), и Пушкин якобы узнал о нём из анонимных писем, что послужило «последним толчком» к дуэли. Существует также мнение, что свидание вовсе не сыграло роковой роли в преддуэльных событиях. Ободовская и Дементьев отмечают также, что нет достоверных свидетельств о том, что свидание вообще состоялось, а к рассказам современников следует относиться с большой осторожностью.
В пушкиноведении существует версия о том, что семейная жизнь супругов в последнее время была осложнена отношениями сестры Натальи Николаевны, Александры, и Пушкина. О том, что старшая из сестёр Гончаровых была влюблена в зятя, рассказывала В. Ф. Вяземская Бартеневу. Сослуживец Дантеса, князь А. Трубецкой, утверждал, что она даже состояла с Пушкиным в связи. Повторила и развила эти слухи А. Арапова, не останавливавшаяся перед любыми средствами, чтобы обелить мать. Но эти лица лишь передавали слова Идалии Полетики, которой якобы делала признания сама Александра Николаевна. По мнению Ободовской и Дементьева, Александра стала жертвой клеветы, распространяемой врагами поэта, так как в преддуэльной истории она приняла сторону семьи Пушкина.

## Последние месяцы жизни, дуэль и смерть Пушкина

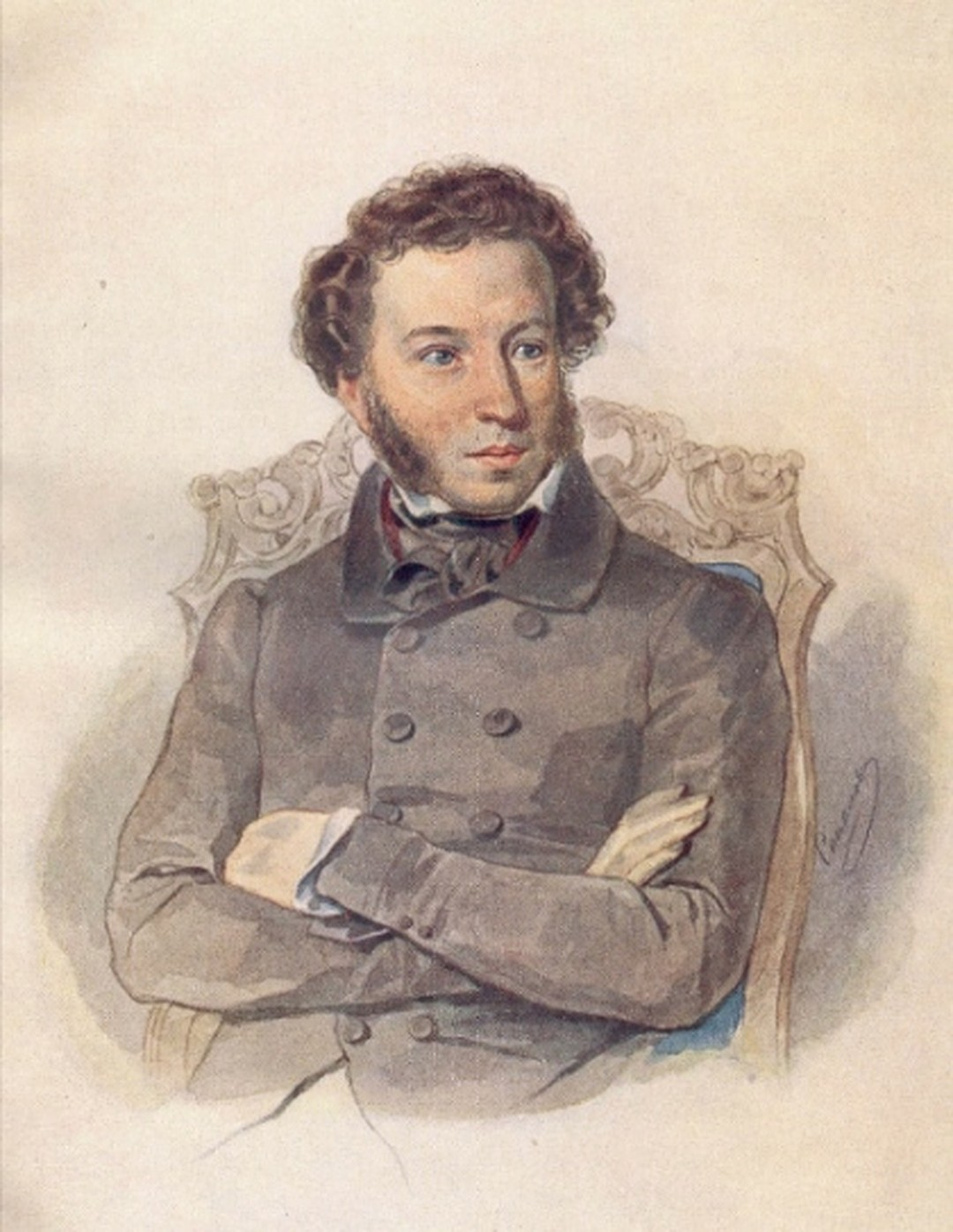
А. С. Пушкин. Акварель П. Ф. Соколова. 1836

Осенью 1835 года Пушкин уехал в Михайловское, надеясь поработать там, но из-за болезни матери ему пришлось вернуться раньше срока. Последний период жизни Пушкина был трудным: долги семьи росли, он получил разрешение выпускать «Современник», но не мог печататься в других изданиях. Читательского успеха журнал не имел: у него оказалось всего 600 подписчиков, что не могло покрыть ни типографских расходов, ни гонораров сотрудников. Насколько поэт был в угнетённом состоянии духа, свидетельствует череда конфликтов, произошедших между ним и Уваровым, Репниным, Соллогубом, калужским соседом Гончаровых Семёном Хлюстиным, — последние три едва не закончились дуэлями. Весной 1836 года умерла Надежда Осиповна. Пушкин, сблизившийся с матерью в последние дни её жизни, тяжело переносил эту утрату. Письмо Натальи Николаевны (июль 1836), обнаруженное в архиве Гончаровых, свидетельствует о том, что она прекрасно понимала состояние мужа. В нём, без ведома Пушкина, она просит главу гончаровского майората брата Дмитрия назначить ей содержание, равное содержанию сестёр. Она пишет о Пушкине: «Мне очень не хочется беспокоить мужа всеми своими мелкими хозяйственными хлопотами, и без того я вижу, как он печален, подавлен, не может спать по ночам, и, следственно, в таком настроении не в состоянии работать, чтобы обеспечить нам средства к существованию: для того, чтобы он мог сочинять, голова его должна быть свободна».

### Пасквиль. Первый вызов
Кавалеры первой степени, командоры и кавалеры светлейшего ордена рогоносцев, собравшись в Великом Капитуле под председательством достопочтенного великого магистра ордена, его превосходительства Д. Л. Нарышкина, единогласно избрали г-на Александра Пушкина коадъютором великого магистра ордена рогоносцев и историографом ордена.
Осенью ухаживание Дантеса за Натальей Николаевной стало ещё более демонстративным, в светском обществе начались пересуды. Атмосферу, в которой оказались в этот период Пушкины, светские сплетни вокруг их семьи и Дантеса в полной мере отражает дневник Марии Мердер. 3 ноября друзьям поэта был разослан анонимный пасквиль с оскорбительными намёками в адрес Пушкина и его жены. Пушкин, узнавший о письмах на следующий день, был уверен, что они — дело рук Дантеса и его приёмного отца, голландского посланника Геккерна. Вечером 4 ноября он послал вызов (без указания причины) на дуэль Дантесу, который получил Геккерн. Геккерн просил у Пушкина отсрочки на 24 часа. Наталья Николаевна, узнав об этом, через своего брата Ивана срочно вызвала из Царского Села Жуковского. Благодаря участию Жуковского и Загряжской дуэль удалось предотвратить. Дантес объявил, что его целью была женитьба на сестре Натальи Николаевны Екатерине. 17 ноября Пушкин послал своему секунданту Соллогубу отказ от дуэли. Вечером того же дня было официально объявлено о помолвке Дантеса и Екатерины Гончаровой.

### Женитьба Дантеса. Дуэль
Намечавшийся брак не разрядил ситуацию, отношения ухудшились. У Пушкиных Дантеса не принимали, со своей невестой тот встречался у её тётки Загряжской. Однако Пушкины и Дантес, продолжавший держаться выбранной ранее линии поведения, виделись в обществе. Пересуды в петербургском свете не прекращались, наоборот, известие о браке лишь усилило их. Говорили о том, что Дантес приносит себя в жертву, вступая в брак с нелюбимой женщиной, чтобы «спасти честь любимой».
В своей дневниковой записи, посвящённой дуэли и смерти Пушкина, графиня Фикельмон отмечала:

…бедная женщина [Н. Н. Пушкина] оказалась в самом фальшивом положении. Не смея заговорить со своим будущим зятем, не смея поднять на него глаза, наблюдаемая всем обществом, она постоянно трепетала; не желая верить, что Дантес предпочёл ей сестру, она по наивности или, скорее, по своей удивительной простоте спорила с мужем о возможности такой перемены в сердце, любовью которого она дорожила, быть может, только из одного тщеславия.
По мнению Фикельмон, особенную боль Пушкину причиняло то, что поведение Натальи Николаевны осуждали его друзья.
Я вынужден признать, барон, что ваша собственная роль была не совсем прилична. Вы, представитель коронованной особы, вы отечески сводничали вашему сыну. По-видимому, всем его поведением (впрочем, в достаточной степени неловким) руководили вы. Это вы, вероятно, диктовали ему пошлости, которые он отпускал, и нелепости, которые он осмеливался писать. Подобно бесстыжей старухе, вы подстерегали мою жену по всем углам, чтобы говорить ей о любви вашего незаконнорождённого или так называемого сына…
Новый виток конфликта пришёлся на 21 ноября. В этот день Пушкин составляет резкое письмо Геккерну и письмо Бенкендорфу, в котором описывает всё происшедшее с момента получения анонимных писем. О письме к Геккерну Пушкин сказал лишь Соллогубу, тот, понимая всю опасность ситуации, немедленно обратился к Жуковскому, который, чтобы предотвратить новый вызов, обратился за помощью к Николаю I. 23 ноября император дал Пушкину личную аудиенцию, поэт во время беседы с Николаем обещал, что драться он не будет.
Свадьба состоялась 10 января 1837 года. Наталья Николаевна присутствовала на венчании, но, так же как и братья, Дмитрий и Иван, не осталась на праздничный обед. Пушкины не принимали молодожёнов, но виделись с ними в свете. 23 января на балу у Воронцовых-Дашковых Дантес оскорбил Наталью Николаевну. На следующий день Пушкин послал Луи Геккерну резкое письмо, которое не оставило последнему выбора, поэт знал, что в ответ получит вызов и сознательно шёл на это. Вместо Геккерна, который, как посланник иностранного государства, не мог участвовать в дуэли, вызов Пушкину сделал Дантес. 27 января на Чёрной речке состоялась дуэль, на которой Пушкин был тяжело ранен.

### Смерть Пушкина
В последние дни Пушкина его жена, по словам друзей, не оставляла надежды на то, что он будет жить. Когда Пушкину стало хуже, он просил не скрывать его состояния от Натальи Николаевны: «Она не притворщица; вы её хорошо знаете, она должна всё знать». Несколько раз Пушкин звал жену, и они оставались наедине. Он повторял, что Наталья Николаевна невиновна в происшедшем и что он всегда ей доверял.
Смерть мужа стала для Натальи Николаевны тяжёлым потрясением, она заболела. Но, несмотря на то состояние, в котором она находилась, Пушкина настояла, чтобы поэта похоронили в сюртуке, а не в камер-юнкерском мундире, который он ненавидел. Пятница, день смерти мужа, стала траурным днём для Натальи Николаевны. До конца жизни в пятницу она никуда не выезжала, «предавалась печальным воспоминаниям и целый день ничего не ела».
По решению императора были оплачены долги Пушкина, назначена пенсия вдове и дочерям до выхода замуж, сыновья записаны в пажи, на них выделялось по 1500 рублей в год до поступления на службу. Сохранилось свидетельство Д. Дашкова, согласно которому Николай отказался назначить пенсию семье поэта, равную содержанию семьи Карамзина, как предлагал Жуковский: «Он [Жуковский] не хочет сообразить, что Карамзин человек почти святой, а какова была жизнь Пушкина?»
Над детьми была учреждена Опека во главе с Григорием Строгановым, родственником Пушкиной, в которую также вошли Михаил Виельгорский, Жуковский и Наркиз Отрешков. Опекой было издано многотомное собрание сочинений Пушкина в пользу семьи.
1 марта 1837 года, во время следствия по делу о дуэли, Луи Геккерн написал Нессельроде письмо. Он отрицал, что уговаривал Пушкину оставить мужа, возлагал на неё вину за случившееся и требовал взять у неё показания под присягой. Письмо вызвало эффект, который вряд ли ожидал Геккерн: Николай I, до которого было доведено содержание послания, был возмущён. Геккерн изменил линию поведения и уже в письме от 4 марта 1837 года к А. Ф. Орлову уверял, что «она [Пушкина] осталась столь же чиста <…>, как тогда, когда господин Пушкин дал ей своё имя».

## 1837—1844 годы

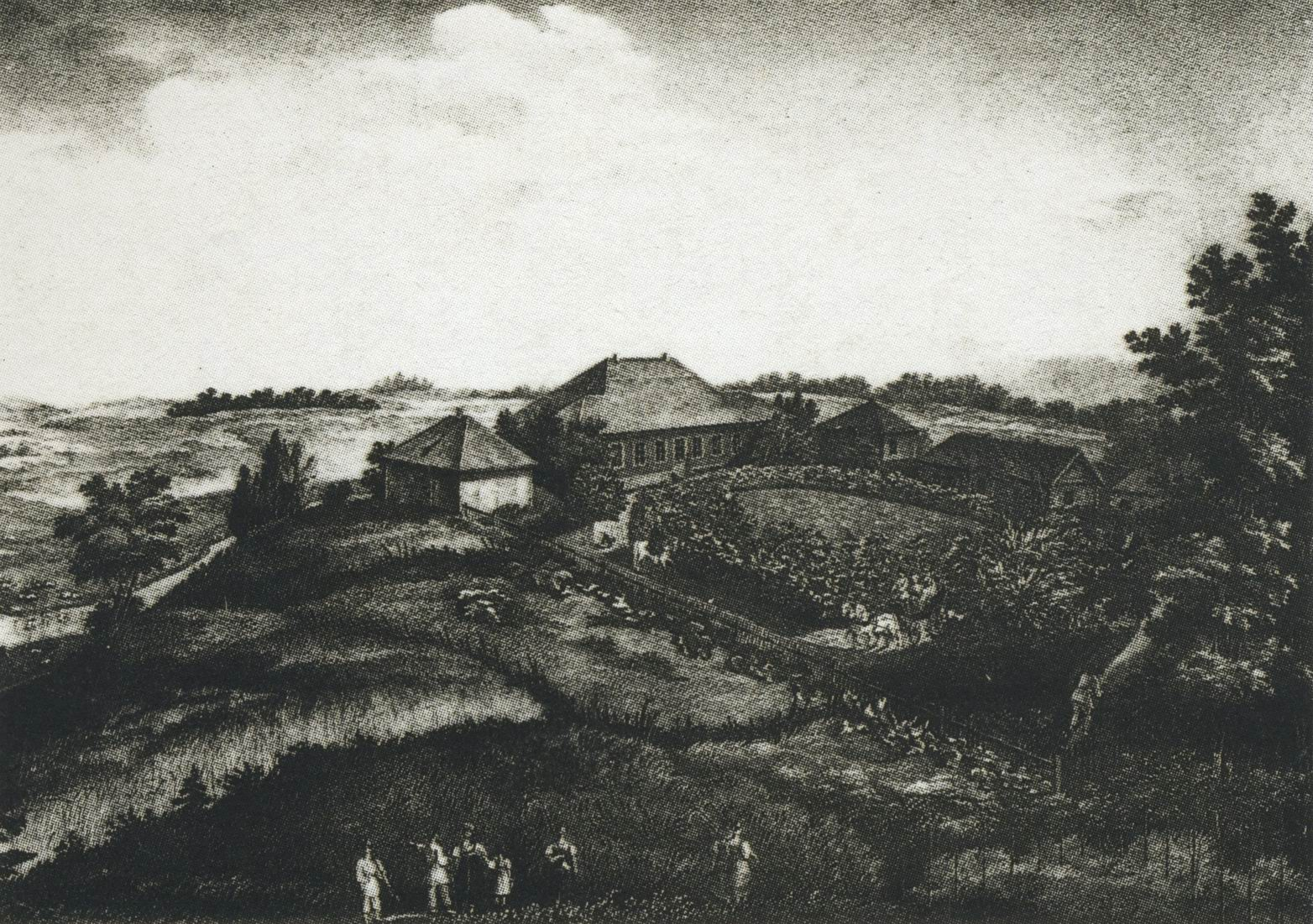
Усадьба Михайловское в 1837 году. Литография П. А. Александрова по рисунку И. С. Иванова

По совету врачей, Наталья Николаевна должна была срочно покинуть столицу и сама стремилась к этому. Перед отъездом у неё было свидание с сестрой Екатериной.

Обе сестры увиделись, чтобы попрощаться, вероятно, навсегда, и тут, наконец, Катрин хоть немного поняла несчастье, которое она должна была чувствовать и на своей совести; она поплакала…— С. Н. Карамзина — А. Н. Карамзину
Наталья Николаевна и Екатерина Николаевна больше не встречались, в своих посланиях из-за границы брату Дмитрию последняя говорит о двух письмах, полученных ею от сестёр. По свидетельству Араповой, её мать никогда не упоминала имя старшей сестры.
Перед отъездом у Пушкиной бывала Софья Карамзина, делясь своими наблюдениями с братом Андреем, она пишет: «Потеряв его [Пушкина] по своей вине, она ужасно страдала несколько дней, но сейчас горячка прошла, остаётся только слабость и угнетённое состояние и то пройдёт очень скоро». В другом письме Софья Николаевна возвращается к мысли, что скорбь Натальи Николаевны не будет долгой: «… он [Пушкин] знал, что это Ундина, в которую ещё не вдохнули душу».
Из Петербурга Пушкина выехала 16 февраля. Проезжая через Москву, она не посетила находившегося там свёкра, но прислала брата Сергея с просьбой разрешить ей приехать летом с детьми. По свидетельству современников, Сергей Львович, переживавший смерть сына, был очень огорчён тем, что невестка не повидалась с ним и не привезла ему внуков. Свёкор был у Натальи Николаевны в Полотняном Заводе в гостях весной 1837 года и, по его словам, «простился с нею как с дочерью любимою».
До осени 1838 года Наталья Николаевна с детьми и старшей сестрой Александрой жила в Полотняном Заводе. Они поселились отдельно от семьи Дмитрия Гончарова в так называемом Красном доме.
Наталья Николаевна возвратилась в Петербург в начале ноября 1838 года, по настоянию Загряжской и, вероятно, своей сестры. Загряжская подготовила почву для принятия Александры во фрейлины, с этим назначением сестра Натальи Николаевны связывала надежды на перемену своей судьбы. Став фрейлиной, Александра Николаевна не переехала во дворец, а осталась жить у сестры. Вдова поэта поддерживала отношения с его семьёй и друзьями. Она никуда не выезжала, вечера проводила у Загряжской, а позднее — в салоне графини де Местр, другой своей тётки, у Карамзиных и Вяземских.

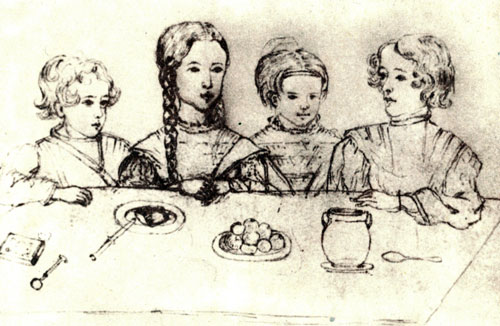
Дети Пушкина в 1841 году: Гриша, Маша, Таша, Саша. Михайловское. Рисунок Натальи Ивановны Фризенгоф

По настоянию Пушкиной опекуны начали переговоры о выкупе Михайловского у сонаследников для детей поэта. Лето 1841 и 1842 годов Наталья Николаевна с детьми и сестрой провела в этом псковском имении. Наталья Николаевна планировала посетить Михайловское уже летом 1837 года и, видимо, уведомила об этом соседку Пушкиных, хозяйку Тригорского, П. Осипову. Известно также, что из Полотняного Завода Пушкина писала в Тригорское в 1838 и 1839 годах. Прасковья Александровна не отказала прямо, но в ней, по словам А. Тургенева, «гнездилось враждебное к ней [вдове] чувство за Пушкина». По этой или другой причине первый визит в Михайловское Пушкиной состоялся лишь через несколько лет.
В августе 1841 года, по распоряжению Натальи Николаевны, на могиле Пушкина в Святогорском монастыре было установлено надгробие работы петербургского мастера Пермагорова. Письма Натальи Николаевны брату Дмитрию свидетельствуют о том, что летом 1841 года она очень нуждалась в деньгах: в Михайловском не велось усадебное хозяйство, все продукты приходилось покупать, господский дом сильно обветшал, всё лето её навещали друзья. В Михайловском у невестки жил С. Л. Пушкин, направляясь за границу, имение посетили Иван Гончаров с женой, супруги Фризенгоф. В сентябре гостил в Михайловском Пётр Вяземский. Наталья Ивановна Фризенгоф оставила в альбоме Пушкиной карандашные портреты Натальи Николаевны, её родственников и соседей по имению. Неплохо рисовавшая Наталья Ивановна запечатлела «точно пойманные характерные черты». Несколько шаржированные, иногда даже острые зарисовки обитателей Тригорского и Голубова (поместья Вревских) отражают слегка напряжённые отношения между семейством Осиповой и окружением Пушкиной.
Наталья Николаевна писала брату, что совершенно невежественна в делах управления имением: «…я не решаюсь делать никаких распоряжений из опасения, что староста рассмеётся мне прямо в лицо», — и просила Дмитрия приехать помочь, однако, по некоторым причинам, он не мог выполнить её просьбу. Позднее, чтобы вернуться в Петербург до наступления холодов (в доме невозможно было остаться на зиму), Пушкина занимала деньги у Строганова.

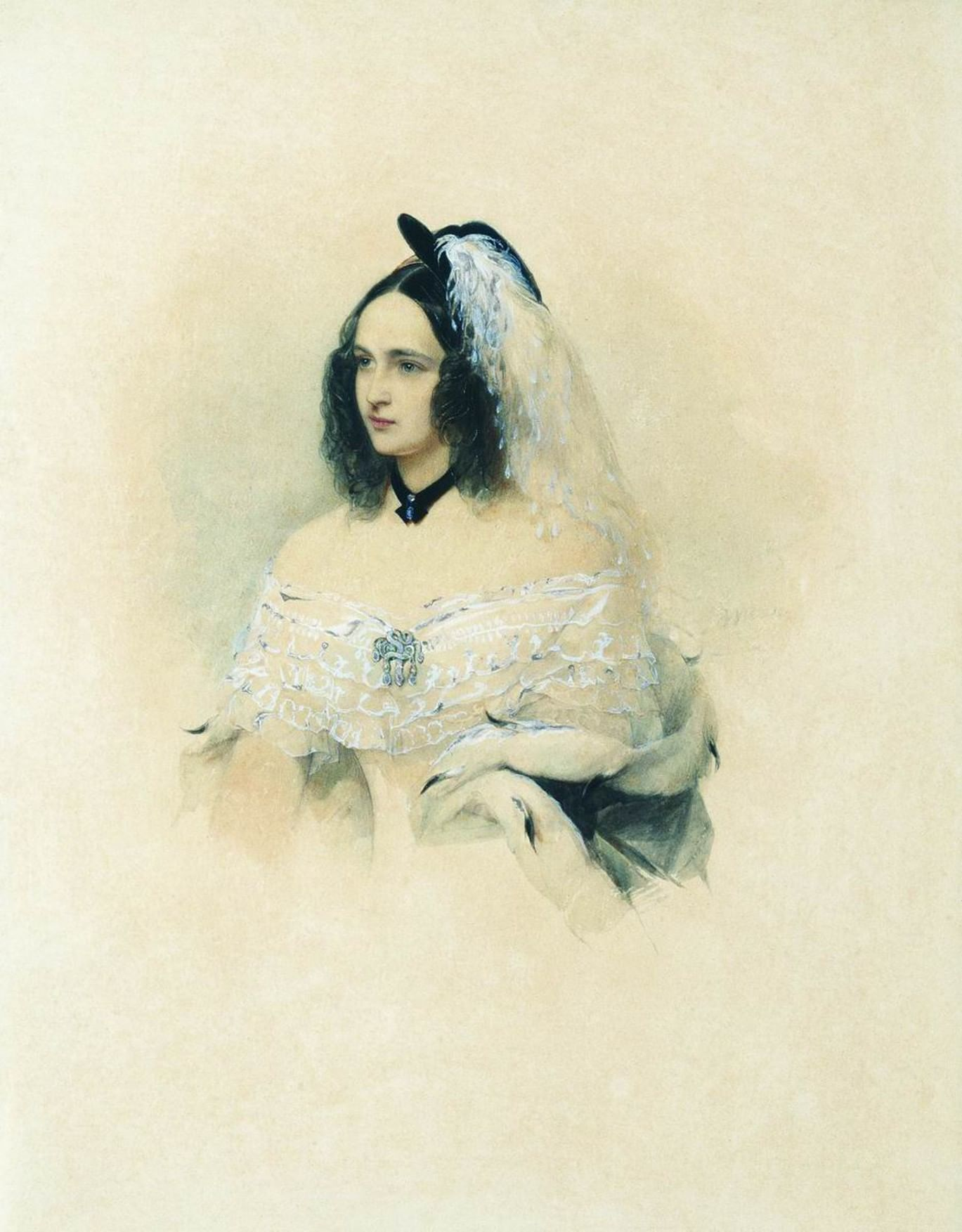
В. И. Гау. Н. Н. Пушкина. 1843

По приезде в Петербург Пушкина подала в Опеку прошение о назначении пособия на образование подросших детей: тех уроков, которые им давали сами Наталья Николаевна и её сестра, уже было недостаточно, необходимо было нанимать учителей. Наталья Николаевна очень хотела, чтобы сыновья учились дома, а потом поступили бы в университет, однако по недостатку средств не могла этого осуществить. Старший, Александр, поступил во 2-ю Петербургскую гимназию, некоторое время учился там и Григорий. Так как после смерти Пушкина его сыновья были записаны в Пажеский корпус, ей пришлось испрашивать разрешения на это у Николая I. Но, по словам Плетнёва, у Натальи Николаевны не было средств, чтобы оплатить весь гимназический курс. Позднее Александр (с 1848) и Григорий (с 1849) учились в Пажеском корпусе, возможно, здесь сказалось влияние её второго мужа, Ланского.
При дворе Наталья Николаевна стала появляться с начала 1843 года. Позже, будучи замужем за Ланским, она напишет ему:

Втираться в интимные придворные круги — ты знаешь моё к тому отвращение; я боюсь оказаться не на своём месте и подвергнуться какому-нибудь унижению. Я нахожу, что мы должны появляться при дворе только когда получаем на то приказание, в противном случае лучше сидеть спокойно дома.
Поклонников у Пушкиной было немало. Имена некоторых — неаполитанского дипломата графа Гриффео и, вероятно, Александра Карамзина — известны из писем Вяземского, в то время, по мнению некоторых пушкинистов, также очень увлечённого Натальей Николаевной. Арапова называет ещё двух претендентов на руку матери: Н. А. Столыпина и А. С. Голицына.

## Второй брак

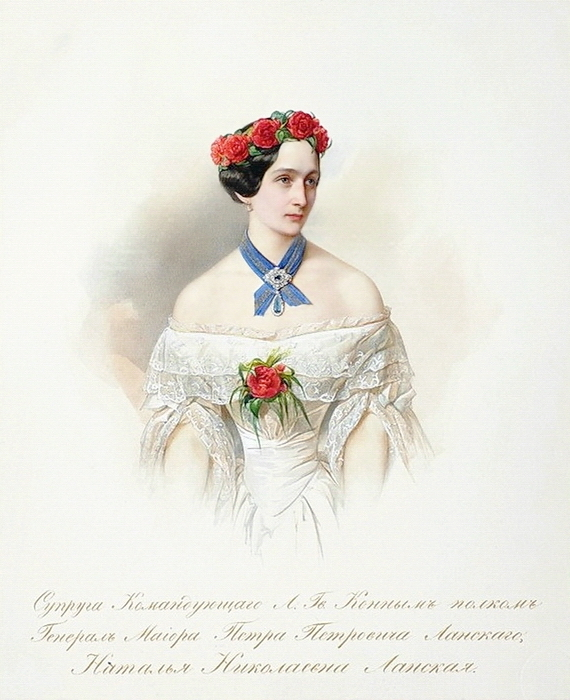
В. Гау. Портрет Н. Н. Ланской. 1849. Альбом лейб-гвардии Конного полка

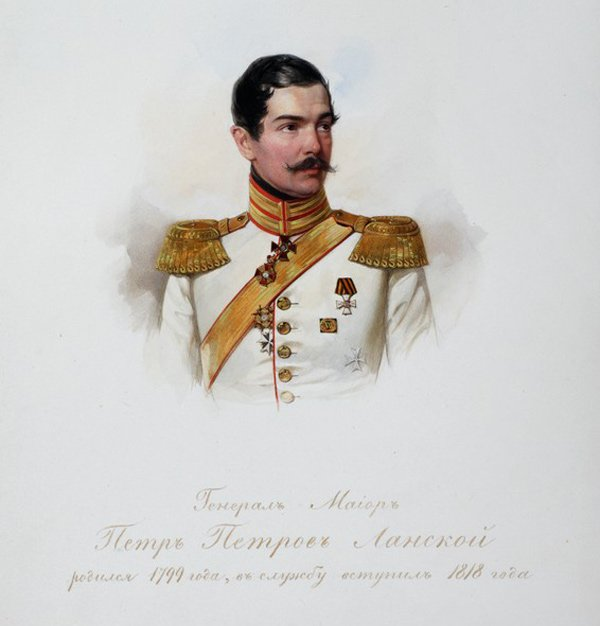
В. Гау. Портрет П. П. Ланского. 1847 (?). Альбом лейб-гвардии Конного полка

Зимой 1844 года Пушкина познакомилась с Петром Петровичем Ланским, другом её брата Ивана. Весной этого года она собиралась на морские купания в Ревель для поправки здоровья детей. Однако поездка была отложена, так как Наталья Николаевна вывихнула ногу, а в мае Ланской сделал ей предложение. В каком ключе обсуждался этот брак в светском обществе, свидетельствует дневниковая запись Модеста Корфа от 28 мая 1844 года:

После семи лет вдовства вдова Пушкина выходит за генерала Ланского <…> ни у Пушкиной, ни у Ланского нет ничего, и свет дивится этому союзу голода с нуждою. Пушкина принадлежит к числу тех привилегированных молодых женщин, которых государь удостаивает иногда своим посещением. Недель шесть тому назад он тоже был у неё, и, вследствие этого визита или просто случайно, только Ланской вслед за этим назначен командиром Конногвардейского полка, что, по крайней мере временно, обеспечивает их существование.
Считалось, что Ланской сделал карьеру благодаря браку с Натальей Николаевной. Однако есть и другие мнения: никаких данных об «особом карьерном росте» после брака с ней нет, а материальное положение семьи Ланских в последующие годы, судя по письмам Натальи Николаевны, было нелёгким. Свадьба состоялась в Стрельне 16 июля 1844 года (по ст.ст.), венчание проходило в стрельнинской церкви Спасо-Преображения. Николай I пожелал быть «посажёным отцом», но Наталья Николаевна, как пишет Арапова, уклонилась от этого предложения. На свадьбе присутствовали только близкие родственники.
Писатель-пушкинист В. В. Вересаев выдвинул свою версию второго замужества Натальи Николаевны. Основываясь на намёках в мемуарах Араповой, а также опубликованном в монографии Щёголева рассказе некоего де Кюльтюра об обычае Николая I устраивать своим любовницам брак с обеспечением покладистому мужу продвижения по службе, Вересаев утверждал, что у вдовы поэта была связь с императором и что её брак с Ланским имел «целый ряд странностей». В доказательство своей правоты Вересаев приводит два факта. Первый — случай, произошедший во время празднования юбилея лейб-гвардии Конного полка. Императору был поднесён альбом с портретами офицеров полка, и он пожелал, чтобы рядом с портретом Ланского был помещён и портрет его жены. Второй — сообщение пушкиниста Якушкина со слов очевидца: в середине XIX века неизвестный предложил Московскому Историческому музею приобрести золотые часы с вензелем Николая I по баснословной цене: в часах была секретная задняя крышка, под которой находился портрет Натальи Николаевны. Сотрудники музея предложили неизвестному зайти ещё раз, так как необходимо обдумать его предложение. Этот человек более не появлялся в музее. По мнению Благого, это была ловкая подделка «в расчёте, что на такое сенсационное предложение клюнут и сразу же — сгоряча — согласятся за любую цену их [часы] приобрести». Благой считал, что Вересаев, чересчур увлечённый своей версией, построенной на основании слухов и домыслов, принял её как истину и повторил «те намёки, которые содержались в грязном и гнусном анонимном пасквиле 1836 года. Только там они делались в отношении жены Пушкина, а здесь — его вдовы».

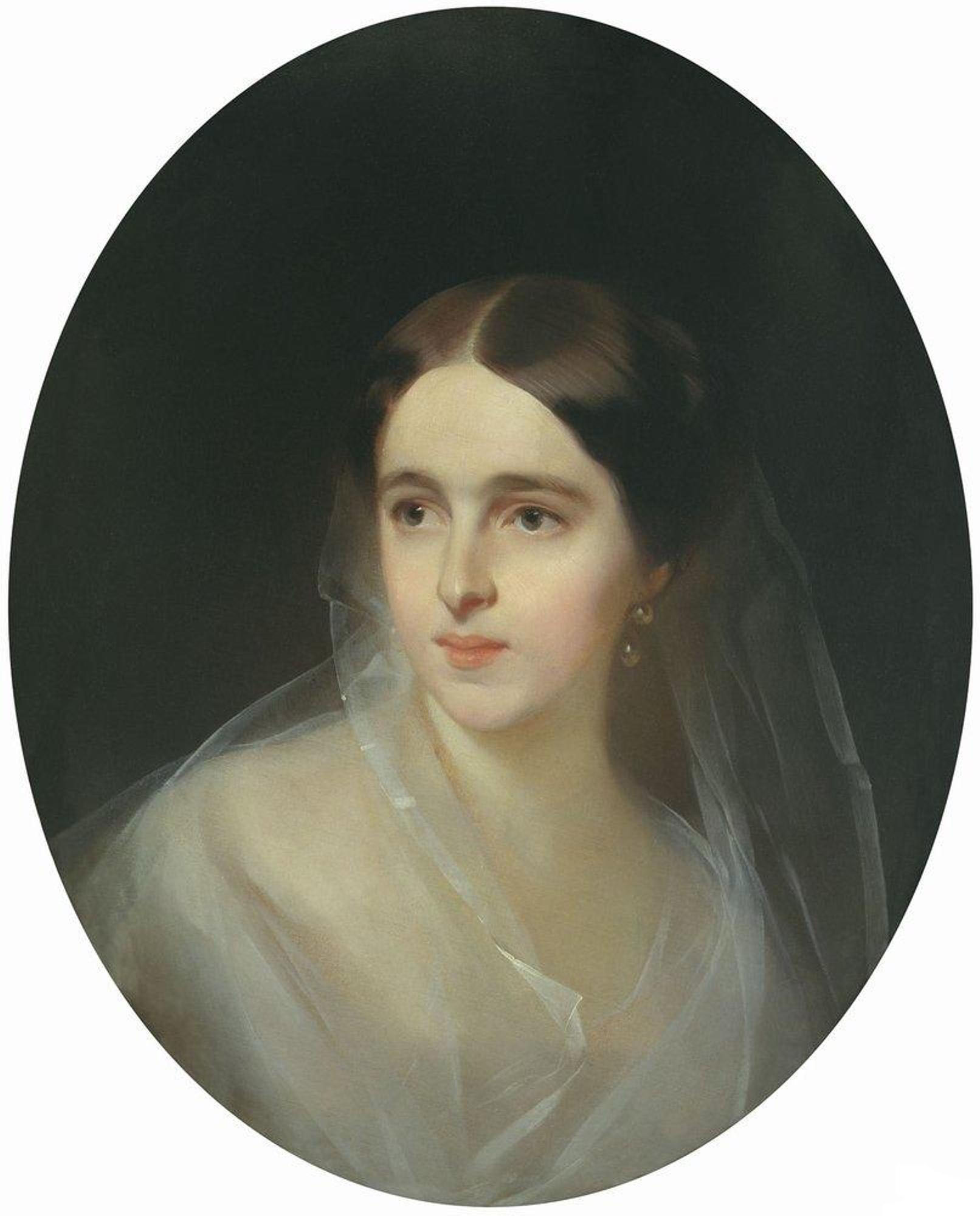
Портрет Н. Н. Ланской работы И. К. Макарова. Не ранее 1851

Друзья положительно отзывались о Ланском. Так, Плетнёв, несмотря на недоразумение, произошедшее поначалу между ним и Ланским, писал впоследствии: «Он [Ланской] хороший человек», — таково же было мнение Вяземского: «Муж её [Натальи Николаевны] добрый человек и добр не только к ней, но и к детям». Встретившись с Натальей Николаевной в Петербурге, Лев Пушкин пишет своей жене в Одессу, что «понял и простил» её второй брак. У Александры Николаевны из-за её тяжёлого характера сложились натянутые отношения с Ланским, Наталья Николаевна, страдая от этого разлада, старалась примирить сестру и мужа. Александра Николаевна жила в семье Ланских до 1852 года, когда она вышла замуж за Густава Фризенгофа.
Брак позволил Наталье Николаевне освободиться от введённого в Опеку по настоянию Строганова Отрешкова. По воспоминаниям Натальи Меренберг, Строганов совершенно не входил в вопросы опекунства, поручив все дела Отрешкову, «который действовал весьма недобросовестно. Издание сочинений отца вышло небрежное (1838—1842 гг.), значительную часть библиотеки отца он расхитил и продал, небольшая лишь часть перешла к моему брату Александру, время, удобное для последующих изданий отца, пропустил… Мать мою не хотел слушать и не позволял ей мешаться в дела Опеки…» Весной 1846 года Наталья Николаевна подала прошение о назначении опекуном над её детьми Ланского.
В браке с Ланским Наталья Николаевна родила трёх дочерей. Уже после её смерти Ланской взял на себя заботы о внуках жены, двух старших детях Натальи Александровны от первого брака с Михаилом Дубельтом, когда она после развода уехала за границу. Дети Натальи Николаевны от обоих браков поддерживали отношения между собой и позднее.

## Последние годы

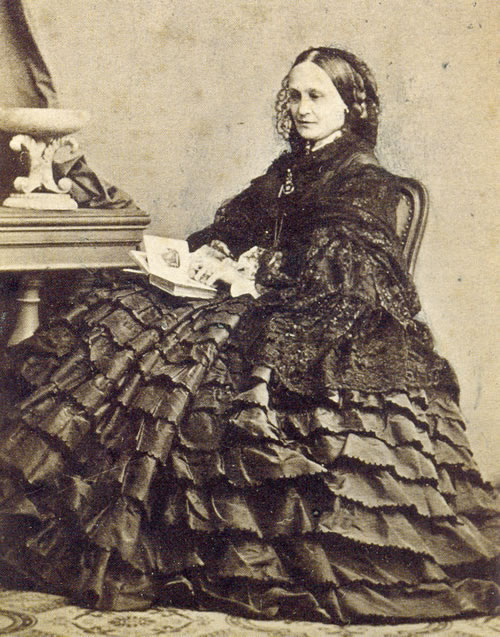
Н. Н. Пушкина-Ланская. Ницца, 1863 (Всероссийский музей А. С. Пушкина)

В петербургском доме Ланских в конце 1840-х годов часто гостили дети друзей, которые по тем или иным причинам не могли провести каникулы дома. В письмах Натальи Николаевны к мужу, служившему в 1849 году в Лифляндии, встречаются имена племянника Пушкина Льва Павлищева, племянника Ланского Павла, сына Нащокина Александра.

В общем, я очень довольна своим маленьким пансионом, им легко руководить. Я никогда не могла понять, как могут надоедать шум и шалости детей, как бы ты ни была печальна, невольно забываешь об этом, видя их счастливыми и довольными.— Н. Н. Ланская — П. П. Ланскому
В 1851 году Наталья Николаевна заболела и вместе с сестрой, в то время, хотя и неофициально, но уже помолвленной с Фризенгофом, и старшими дочерьми уехала на несколько месяцев за границу. Они побывали в Бонне, Годесберге, вероятно, в Дрездене, Швейцарии и Остенде.
Перед самым концом Крымской войны, осенью 1855 года, Ланской был командирован в Вятку; в его обязанности входило пополнение действующей армии ополченцами. Наталья Николаевна сопровождала мужа, супруги прожили в Вятке около четырёх месяцев. Одна из вятских знакомых Ланской рассказала ей о сосланном в Вятку Салтыкове-Щедрине и просила посодействовать его прощению и возвращению в Петербург. Благодаря содействию Ланских Салтыков был возвращён из ссылки. Об участии Натальи Николаевны, «в память о покойном муже, некогда бывшем в положении, подобном Салтыкову», в судьбе Салтыкова-Щедрина было известно давно, однако в силу предвзятого отношения к ней этому факту не придавалось большого значения. Гораздо менее известно участие Натальи Николаевны в судьбе молодого человека по фамилии Исаков, арестованного в 1849 году по делу петрашевцев. Ланская, к которой обратилась мать Исакова, выясняла его судьбу у Орлова.
В 1856 году Наталья Николаевна ходатайствовала о предоставлении исключительного права на публикацию сочинений Пушкина двум его сыновьям «до конца их жизни». Графу Блудову было поручено императором Александром II составить законопроект об авторском праве, согласно ему срок сохранения права литературной собственности для наследников продлевался до 50 лет со дня смерти автора. Закон был принят в 1857 году, и наследники поэта получили право на все его сочинения до 1887 года.
В последние годы жизни Наталья Николаевна серьёзно болела. Каждую весну её мучили приступы кашля, не дававшие спать, врачи считали, что помочь может только продолжительное курортное лечение. В мае 1861 года Ланской взял отпуск и повёз за границу жену и дочерей. Поначалу Ланские сменили несколько немецких курортов, Наталье Николаевне лучше не стало. Осень они провели в Женеве, а зиму — в Ницце, где Наталья Николаевна стала выздоравливать. Для закрепления результатов лечения необходимо было провести ещё одну зиму в мягком климате. Летом 1862 года Ланская с дочерьми (Ланской по делам службы вернулся в Россию) гостила у своей сестры Александры в имении Бродзяны в долине Нитры. Однако её отдых был омрачён семейными проблемами: младшая дочь Пушкина Наталья окончательно порвала со своим мужем и вместе с двумя старшими детьми приехала в Бродзяны. Глубоко верующий человек, Наталья Николаевна страдала от сознания того, что дочь разводится, но, считая себя виновной в том, что не сумела в своё время предотвратить этот брак, не уговаривала Наталью Александровну сохранить его. Волнений добавил приезд Михаила Дубельта, решившего помириться с женой, а когда он понял, что это бесполезно, то «дал полную волю своему необузданному, бешеному характеру». Барон Фризенгоф был вынужден потребовать от Дубельта покинуть Бродзяны. В это время Наталья Николаевна и передала дочери 75 писем Пушкина с надеждой, что при необходимости она сможет опубликовать их и поправить своё материальное положение. Наталья Николаевна сохранила все письма Пушкина к ней, несмотря на то, что во многих из них он критикует её.

Между тем в письмах к жене поэт порой не стеснялся в выражениях, и некоторые из этих выражений не могли быть приятны вдове поэта, и она не могла не понимать, что впоследствии их могут использовать для очернения её личности. В какой-то мере в этом случае нельзя не согласиться с Араповой, когда она говорит: «…только женщина, убеждённая в своей безусловной невинности, могла сохранить (при сознании, что рано или поздно оно попадёт в печать) то орудие, которое в предубеждённых глазах могло обратиться в её осуждение».— Н. А. Раевский

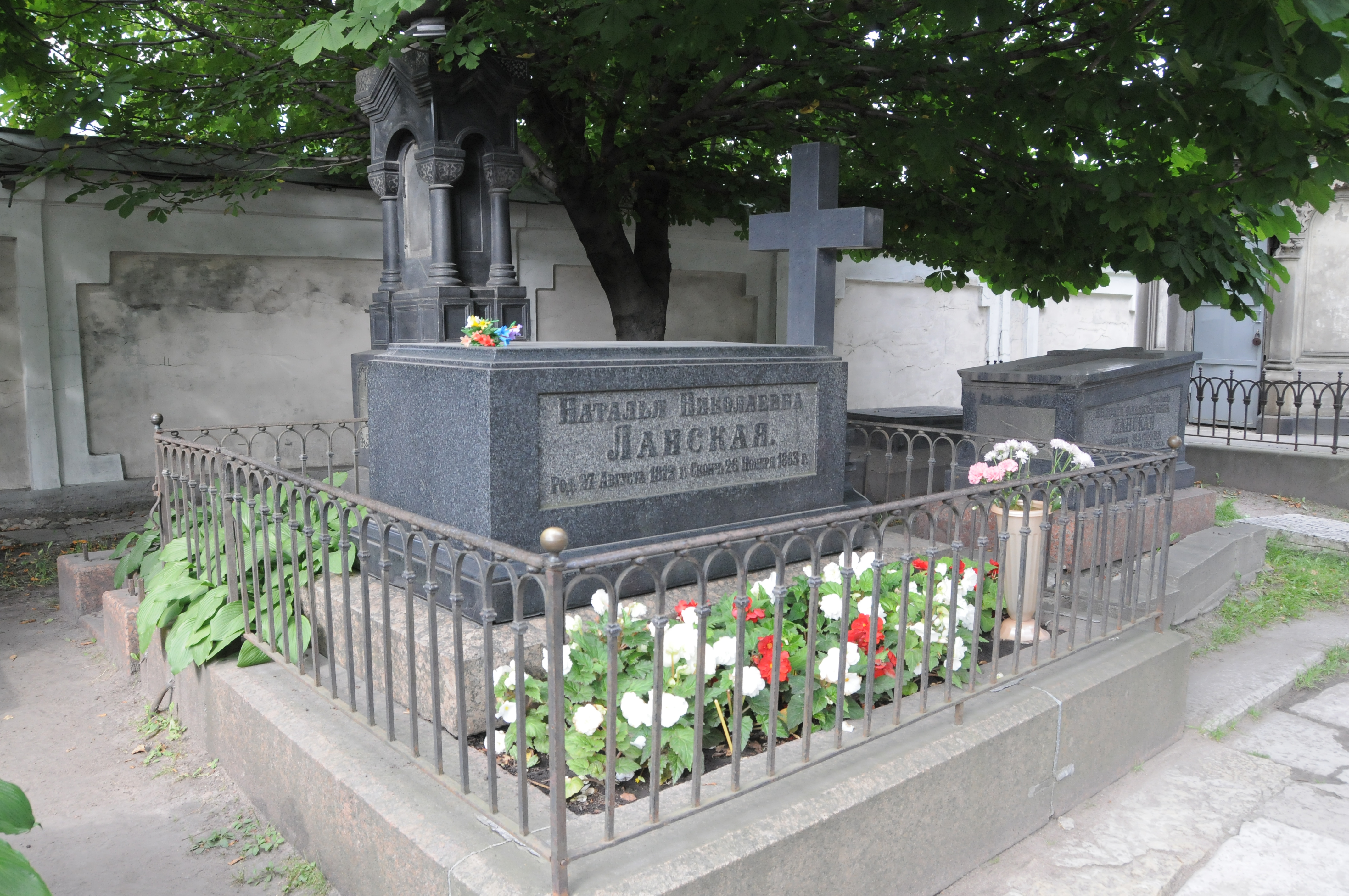
Могила Н. Н. Ланской на Лазаревском кладбище Александро-Невской лавры

Ланской, приехавший в Бродзяны осенью 1862 года, нашёл жену больной от переживаний. Однако, проведя в Ницце зиму, Наталья Николаевна почувствовала себя значительно лучше, кроме того, пришло время вывозить в свет старшую дочь от второго брака, Александру. Ланские вернулись в Россию.
Осенью Наталья Николаевна поехала в Москву крестить внука, сына Александра Александровича Пушкина. Там она простудилась, на обратной дороге болезнь усугубилась, началось воспаление лёгких. 26 ноября 1863 года Наталья Николаевна умерла. Похоронена в Александро-Невской лавре на Лазаревском кладбище.

## Дети Н. Н. Пушкиной-Ланской
От первого брака (1831) с А. С. Пушкиным:
1. Мария (в замужестве Гартунг) (19 мая 1832 — 7 марта 1919)
2. Александр (6 июля 1833 — 19 июля 1914)
3. Григорий (14 мая 1835 — 15 августа 1905)
4. Наталья (в первом браке Дубельт, во втором — графиня фон Меренберг) (23 мая 1836 — 10 марта 1913)

|                                                                                      |  |  |  |
| Пушкины (слева направо): Мария, Александр, Григорий, Наталья, рисунки Н. П. Ланского |  |  |  |

От второго брака (1844) с П. П. Ланским:
1. Александра (15 мая 1845 — 20 февраля 1919) (муж — И. А. Арапов)
2. Софья (20 апреля 1846 — после 1910) (муж — Н. Н. Шипов)
3. Елизавета (17 марта 1848 — после 1916) (1-й муж — Н. А. Арапов, 2-й — С. И. Бибиков)

|                                                                               |  |  |
| Ланские (слева направо): Александра, Софья, Елизавета, рисунки Н. П. Ланского |  |  |

Внук А. С. Пушкина и Н. Н. Гончаровой (от морганатического брака их дочери Натальи и принца Николая Вильгельма Нассауского), граф Георг-Николай фон Меренберг, был женат на узаконенной дочери российского императора Александра II Ольге. Их внучка Софья Николаевна (от этого же брака) была замужем (морганатически) за внуком императора Николая I Михаилом Михайловичем. Их дочь Надежда Михайловна была замужем за лордом Джорджем Маунтбеттеном (до 1 июля 1917 года — принц Георг Баттенберг) — племянником (по матери) императрицы Александры Фёдоровны, которая являлась внучкой королевы Великобритании Виктории.

## Оценка личности. История исследований
По словам Николая Раевского, отрицательное отношение к жене поэта сформировалось ещё при её жизни. Сразу после смерти Пушкина в списках стало распространяться стихотворение, где анонимный поэт-любитель, обращаясь к вдове, пишет: «К тебе презреньем всё здесь дышит… Ты поношенье всего света, предатель и жена поэта». Как отмечал Благой, это произведение примечательно как выражение реакции многих современников на трагедию. Один из экземпляров рукописи сохранился в архиве Вульфов-Вревских, семьи, тесно связанной дружескими узами с Пушкиным.
Первые исследователи событий, предшествовавших дуэли Пушкина, безоговорочно верили негативным отзывам современников о Наталье Николаевне, отбрасывая все положительные высказывания. Никто не обращал внимания на оценку духовного облика жены самим Пушкиным. Публикация писем (отредактированных и с купюрами) Пушкина к жене, предпринятая Тургеневым в 1878 году, подняла новую волну неприязненного отношения к Наталье Николаевне. Уже её первая часть получила возмущённый отзыв критика и почитателя поэта Е. Маркова, не нашедшего в письмах, далёких от «воркующих трелей Ромео и Юлии», написанных по-русски, простонародным слогом и полных бытовых подробностей, «ни возвышенных чувств, ни возвышенных мыслей». В 1907 году в приложении к газете «Новое время» вышли мемуары Араповой. Дочь Натальи Николаевны ставила своей целью защитить мать, но средства, которые она избрала для этого, способствовали лишь усилению отрицательного отношения к Пушкиной-Ланской. В своих основанных на слухах и сплетнях мемуарах, отбрасывая свидетельства друзей и принимая домыслы врагов поэта, Арапова пыталась доказать, как трудна была семейная жизнь с Пушкиным для его жены. Повторяя клевету о связи Пушкина с Александрой Николаевной, приписывая Наталье Николаевне культ императора Николая, она не понимала, что этим лишь бросала тень на репутацию матери.
Щёголев в своей монографии «Дуэль и смерть Пушкина» отмечал, что внешность позволяла Наталье Николаевне «не иметь никаких других достоинств», и объявлял любые положительные отзывы знавших её лишь «данью вежливости той же красоте». Однако он счёл нужным сделать оговорку, что в отношении Пушкиной исследователи располагают очень скудной фактической базой. Комментатор третьего издания монографии Я. Левкович всё же отмечает:

Облик жены поэта, созданный Щёголевым, при всей резкости, противостоит тому стремлению к сентиментальной идеализации, которая проникает в исследовательскую и художественную литературу последних лет, вносит коррективы в изображение семейной жизни Пушкина.
Вересаев, придерживаясь направления, заданного Щёголевым, пошёл ещё дальше и построил гипотезу о романе Пушкиной с императором на базе мемуаров Араповой, которые он сам же объявил «лживыми». А отчаяние Натальи Николаевны в дни агонии Пушкина он объяснял её эгоизмом. Резко отрицательно отзывались о Наталье Николаевне Марина Цветаева и Анна Ахматова. Последняя назвала Пушкину вместе с её сестрой Екатериной «если не сознательными, то невольными пособницами, „агентками“ <…> Геккерна-старшего», утверждая, что без помощи жены поэта Геккерн и Дантес ничего бы не смогли сделать против него.
Позднейшие находки в отечественных и зарубежных архивах, открытие новых писем Пушкиной-Ланской и её родных (относящихся к периоду вдовства и второго брака), да и внимательное изучение уже известных документов переменили ситуацию. Биографы Натальи Николаевны Ободовская и Дементьев исследовали весь гончаровский архив. Результатом их изысканий стала публикация, полностью или в выдержках, 14 писем Пушкиной и 44 — её сестёр в работе «Вокруг Пушкина». Одной из важнейших находок стало неизвестное письмо Пушкина, адресованное Дмитрию Гончарову.
До этого времени известны были лишь три письма Пушкиной, которые относились к послепушкинской поре и поэтому не привлекали внимание исследователей. По мнению Благого, открытые новые материалы способствовали формированию нового, объективного взгляда на индивидуальности сестёр Гончаровых и на те роли, которые каждая из них сыграла в истории гибели Пушкина. Дальнейшие изыскания Ободовская и Дементьев предприняли в архиве Араповой, где хранятся письма Натальи Николаевны к Ланскому, частично они опубликованы в книге «После смерти Пушкина». Они добавили не только новые черты к портрету Пушкиной-Ланской, но и помогли прояснить характер её второго мужа и отношения супругов Ланских, основанные на любви и взаимном уважении.

Сопоставляя, таким образом, разрозненные факты из различных источников: свидетельств современников, писем Пушкина к жене, писем самой Натальи Николаевны к брату Дмитрию,— можно с уверенностью сказать, что образ Натали Пушкиной — блистательной и легкомысленной красавицы, сущность которой проявлялась единственно в её страсти к светским развлечениям, оказывается эфемерным.
Однако в заключение о Наталье Николаевне Пушкиной-Ланской мне бы хотелось сказать, что в настоящее время в пушкиноведении, как кажется, наметилась другая крайность — чересчур идеализировать жену Пушкина, делать из неё чуть ли не ангела. А она таковой не была, она была живым человеком, были у неё и свои недостатки, и свои достоинства.— Н. А. Раевский

## Письма Натальи Николаевны, адресованные Пушкину
Письма Натальи Николаевны к мужу до сих пор не найдены. Известно всего лишь несколько строк на французском языке, которые она прибавила к письму своей матери, когда гостила у неё в 1834 году в Яропольце. Письмо было передано Щёголеву внуком поэта Григорием Пушкиным. Оно было опубликовано Щёголевым в 1928 году с комментарием, где он обращал внимание на «бессодержательность» приписки Натальи Николаевны. Лариса Черкашина отмечает, что Щёголев подошёл слишком поверхностно к оценке этих строк: Пушкина писала, зная, что её послание увидит не только муж, но и мать. Ободовская и Дементьев, отмечая, что по этим строкам нельзя судить о письмах жены к мужу вообще, всё-таки обращают внимание на то, что по-французски Наталья Николаевна писала мужу «ты» — это местоимение звучит более лично, задушевно, чем на русском языке. Так, во французских письмах к своему брату Пушкина писала vous («вы»), как обыкновенно было принято в отношении родственников.
После смерти Пушкина, когда в его кабинете по приказу Бенкендорфа делалась выемка всех бумаг, письма вдовы также были доставлены шефу жандармов. Бенкендорф распорядился передать их Наталье Николаевне «без подробного оных прочтения, но только с наблюдением о точности её почерка». 8 февраля 1837 года Пушкина, собираясь покинуть Петербург, просила Жуковского возвратить их: «…мысль увидеть его бумаги в чужих руках прискорбна моему сердцу…» В описи бумаг Пушкина сохранились отметки о передаче писем Жуковскому и о том, что последний отдал их вдове.
Существует несколько версий дальнейшей судьбы этих документов. Есть предположение, что сын Пушкиной Александр (именно он по завещанию матери получил все пушкинские рукописи), выполняя её волю, уничтожил их. Возможно, что они погибли при пожаре в доме старшего сына Пушкина в 1919 году. Ещё в 1902 году Владимир Саитов, пытаясь выяснить судьбу писем, обращался за разъяснениями к Бартеневу. На запрос Саитова тот ответил, что, по словам старшего сына поэта, этих писем не существует. Саитов обратился к главному хранителю отдела рукописей Румянцевского музея Георгиевскому, однако последний заявил, что не имеет права «выдавать секреты Пушкина». Михаил Дементьев, разыскивая пропавшие документы, нашёл письмо из Российской книжной палаты в Госиздат, датированное 30 октября 1920 года. В нём в перечне изданий, подготовленных к печати, значились «Письма Н. Н. Пушкиной» и указывался их объём — 3 печатных листа. Однако литературовед Сарра Житомирская считала, что речь шла о письмах не самой Натальи Николаевны, а посланиях, адресованных ей. Житомирская была уверена, что письма Пушкиной к первому мужу не поступали в Румянцевский музей. В 1977 году бывший директор ИРЛИ в Ленинграде Николай Бельчиков в разговоре с Андреем Гришуниным утверждал, что в начале 20-х годов он видел подготовленные к публикации тексты писем Пушкиной, делал из них выписки, которые, однако, по прошествии многих лет, не мог разыскать в своём личном архиве. Исследователи, не теряющие надежду найти письма, обращают внимание на то, что в 1919 году Валерий Брюсов в своём заявлении в Совет Народных Комиссаров прямо писал, что в Румянцевском музее «хранятся письма жены Пушкина Н. Н. Пушкиной к её мужу, переданные в музей наследниками великого поэта под разными условиями…» По сообщению Георгиевского, письма Пушкиной забрали из музея её потомки. Возможно, если они существуют, эти бумаги хранятся за границей (предполагалось, что они были вывезены в Англию или Бельгию).

## Произведения А. С. Пушкина, посвящённые невесте и жене
Наталья Николаевна считается прототипом героини стихотворения Пушкина «Мадонна», ей адресовано, по мнению некоторых исследователей, также стихотворение «На холмах Грузии лежит ночная мгла…» и несколько эротических стихотворений.
- «На холмах Грузии лежит ночная мгла…» (1829);
- «Мадона» (1830);
- «Когда в объятия мои…» (1830, впервые опубликовано: «Русская старина», 1884, август);
- «Нет, я не дорожу мятежным наслажденьем…» (при жизни Пушкина не публиковалось, датировано 1831 по рукописи, принадлежавшей Н. Н. Пушкиной; некоторые рукописные копии озаглавлены «К жене» и датированы 1832 годом);
- «Пора, мой друг, пора! Покоя сердце просит…» (1834);
- «Участь моя решена, я женюсь…» — три наброска (май 1830) автобиографического характера, в рукописи помеченные «С французского». В них нашли отражение история сватовства Пушкина к Гончаровой и его размышления в связи с ним. Исследователи отмечают совпадение многих деталей с реальными событиями[193].

## Н. Н. Гончарова в произведениях искусства

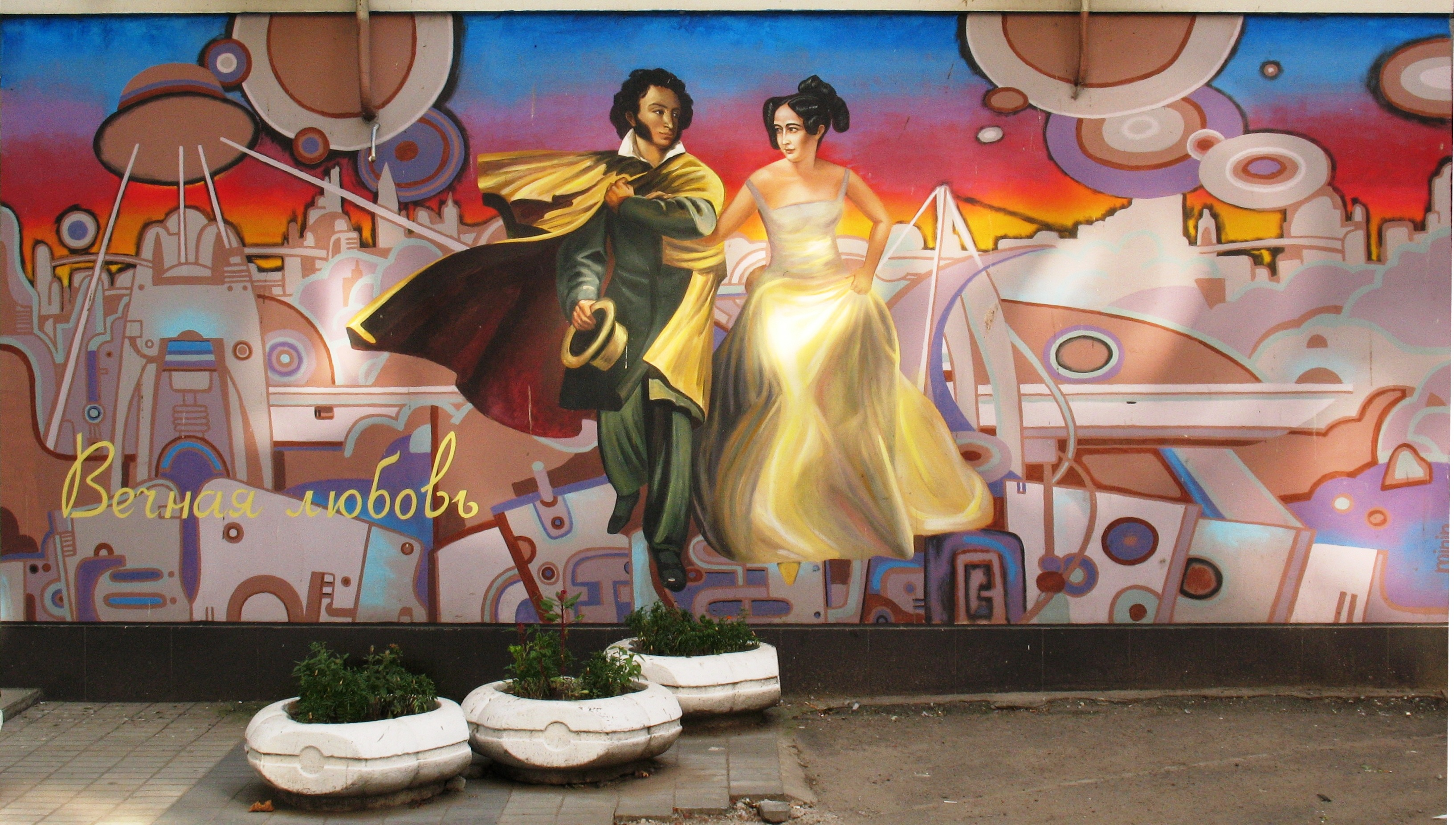
Наталья Гончарова на граффити. Харьков, 2008

Щёголев в своей монографии «Дуэль и смерть Пушкина», отмечая, что гибель поэта стала следствием сочетания многих причин, тем не менее, свёл всё к семейному конфликту. Книга Щёголева, написанная живо и увлекательно, ценная до настоящего времени в своей документальной части, представляет односторонний образ Натальи Николаевны как натуры ограниченной, женщины, занятой исключительно светской жизнью. Этот портрет Пушкиной вошёл и в работы других авторов, в том числе В. Вересаева.

Именно такое представление о жене поэта […] окончательно заштамповавшееся и опошлившееся в некоторых из многочисленных беллетристических произведений (пьесах, романах), вошло в сознание многих читателей и почитателей поэта.— Д. Д. Благой
Кинематограф
- «Поэт и царь» (1927), режиссёр В. Гардин; Натали — И. Володко;
- «И с вами снова я...» (1981), режиссёр Б. Галантер; Наталья Николаевна Пушкина-Ланская — И. Калиновская;
- «Последняя дорога» (1986), режиссёр Л. Менакер; Наталья Гончарова — Е. Караджова;
- «Пушкин. Последняя дуэль» (2006), режиссёр Н. Бондарчук; Натали Гончарова — А. Снаткина.
- «Дуэль. Пушкинъ — Лермонтовъ» (2014); Натали Гончарова — Светлана Агафошина.
- «Натали и Александр» (2025); режиссёр Владимир Щегольков; Наталья Гончарова — Ксения Трейстер.
- «Пророк. История Александра Пушкина» (2025); режиссёр Феликс Умаров;  Наталья Гончарова — Алёна Долголенко.

Пьесы
- В. Каменский «Пушкин и Дантес» (1924) (не опубликована);
- Н. Лернер «Пушкин и Николай I» (1927) (не опубликована);
- М. Булгаков «Последние дни (Александр Пушкин)» (1935, в СССР опубликована в 1955 году);
- Август Стриндберг в пьесе «Отец» (1887) проводит параллель между судьбой главного героя, той ролью, которую сыграла в ней жена, и семейной трагедией Пушкина: «…величайший русский поэт, умер скорее жертвою слухов о неверности его жены, чем от пули, поразившей его на дуэли»[195].

Стихотворения
- Аноним — «На встречу двое шли…»

Стихотворение, где неизвестный автор обвиняет жену поэта в его гибели. Написано в 1837 году, сразу после смерти Пушкина, распространялось в списках, опубликовано в 1915 году.
- П. Вяземский — «При подарке альбома» (Наталье Николаевне Пушкиной).

Стихотворение написано в сентябре 1841 года, когда поэт гостил у вдовы друга в Михайловском. При жизни Вяземского оно не публиковалось.
- Н. Агнивцев — «Дама из Эрмитажа»
- М. Цветаева — «Счастие или грусть…» (1916)
- М. Цветаева — «Психея» (1920)

Ещё до того, как Марина Цветаева познакомилась с работами Щёголева и Вересаева, она отразила в стихах неприятие «пушкинской роковой жены», «пустоты» её личности. В своём эссе о художнице «Наталья Гончарова» (1929), праправнучке брата Натальи Николаевны, Цветаева снова возвращается к образу жены Пушкина и размышлениям о его семейной драме. По мысли Цветаевой, Пушкина — олицетворение пустоты: «Было в ней одно: красавица. Только — красавица, просто — красавица, без корректива ума, души, сердца, дара. Голая красота, разящая, как меч». Жена Пушкина — бессловесное, безвольное, безвинное орудие судьбы.
- Н. Доризо «Наталья Пушкина»

Проза
- А. Кузнецова — «Моя Мадонна», повесть
- А. Кузнецова — «А душу твою люблю…», повесть

В 1930-х годах литературоведы (В. С. Нечаева, М. А. Рыбникова) предположили, что «Песня о купце Калашникове» Лермонтова — изображение драмы Пушкина, а образ жены Калашникова — портрет самой Натальи Николаевны. В целом принимая эту гипотезу, Д. Благой отмечал, что в главных деталях фабула произведения Лермонтова не совпадает с реальными событиями.
По мнению А. В. Амфитеатрова, в своём романе «Чёртовы куклы» Н. С. Лесков «собирался совместить две печальнейшие драмы двух величайших художников николаевского века: рассказать, как исказился и разменялся на медную монету громадный талант К. П. Брюллова, и бросить свет на причины и подробности смерти А. С. Пушкина». Открытая после Октябрьской революции переписка Лескова подтвердила предположения Амфитеатрова лишь в отношении Брюллова.

### Портреты Н. Н. Гончаровой
Сохранилось большое количество портретов Натальи Николаевны, однако почти все они относятся к периоду её вдовства и вторичного замужества. Единственное её изображение в детстве — рисунок неизвестного художника итальянским карандашом и сангиной, на котором она запечатлена в возрасте шести-семи лет. В одном из своих писем к невесте летом 1830 года Пушкин высказывает сожаление, что у него нет её портрета, однако утешением ему служит копия «Бриджуотерской мадонны» Рафаэля, выставленная в книжном магазине Слёнина. Было высказано также мнение, что Пушкин имел в виду копию другой картины Рафаэля — «Сикстинской мадонны». Акварельный портрет работы А. П. Брюллова, созданный в первый год её супружеской жизни с Пушкиным, отличается высоким мастерством, лёгкостью, «воздушностью» и в то же время тщательностью исполнения, но не раскрывает другого, духовного облика, что, впрочем, оправдывается крайней молодостью самой модели. В таком же наряде, как на акварели Брюллова, Пушкин нарисовал жену на обороте счёта альманаха «Северные цветы». Всего в рукописях Пушкина насчитывается четырнадцать изображений Натальи Николаевны.
Портреты Натальи Николаевны 1840-х годов почти все создавались по инициативе П. А. Вяземского, в то время сильно увлечённого вдовой Пушкина. По словам Вяземского, Пушкина в то время была «удивительно, разрушительно, опустошительно хороша». Автор большинства акварельных портретов Натальи Николаевны этого периода — придворный художник Владимир Гау. Самым удачным своим изображением Пушкина считала акварель 1843 года (не сохранилась), заказанную для альбома императрицы. На ней Наталья Николаевна была изображена в костюме в древнееврейском стиле, в котором появилась на одном из дворцовых балов.
Одним из наиболее интересных изображений Пушкиной-Ланской считается портрет, приписываемый художнику И. К. Макарову. История его создания известна из письма (1849) Натальи Николаевны второму мужу. Она собиралась подарить Ланскому ко дню ангела свою фотографию или дагеротип. Однако оба эти изображения Наталья Николаевна посчитала неудачными и обратилась к Макарову за консультацией по их исправлению. Художник же предложил написать её портрет маслом, так как, по его словам, «уловил характер» лица модели. Портрет был закончен в три сеанса, причём Макаров не взял за него платы и просил принять его в подарок из уважения к Ланскому. По мнению заведующей отделом технологических исследований Государственного Русского музея Светланы Римской-Корсаковой, именно Макарову удалось показать «внутреннюю одухотворённость» Натальи Николаевны, её «вечную женственность мадонны» и в то же время правдиво отразить облик много страдавшей женщины.
Николай Раевский, посетивший до Второй мировой войны замок Бродзяны, описывает хранившийся у потомков Александры Фризенгоф дагеротип. На нём были изображены Наталья Николаевна, её сестра Александра и дети Пушкины и Ланские. По мнению Раевского, ни на одном из известных ему портретов Пушкиной-Ланской не был так удачно передан «живой и ласковый взгляд», заставивший вспомнить «задушевные пушкинские письма жене». Раевский датировал этот дагеротип 1850—1851 годами, в настоящее время его местонахождение неизвестно. В последние годы жизни Наталья Николаевна много фотографировалась. На фотопортретах второй половины 50-х — начала 60-х годов она предстаёт женщиной немолодой и болезненной.

## Комментарии
1. ↑  Александр Петрович Дорошенко был отцом Екатерины Александровны (1720—?; по мужу — Загряжской) и дедом Ивана Александровича Загряжского (1749—1807), от которого родилась Наталья Ивановна Загряжская (по мужу — Гончарова)[6].
2. ↑  Посажёным отцом жениха был Пётр Кириллович Разумовский, матерью — Наталья Петровна Голицына, посажёным отцом невесты был обер-шенк Николай Александрович Загряжский, матерью — Варвара Александровна Шаховская[9].
3. ↑  Член-корреспондент РАН Николай Скатов писал: «…Если бы Марина Цветаева, Викентий Вересаев или Анна Ахматова знали в своё время хоть часть из того, что стало известно о жене Пушкина нам, то не появились бы из-под их пера уничижительные строки об этой незаурядной женщине. Уже в свои десять лет она могла, судя по „поэтической“ тетрадке, не только отличить „ямб от хорея“, но и достаточно свободно ориентироваться в русской поэзии…»[15]
4. ↑  Письмо А. С. Пушкина Н. И. Гончаровой от 5 апреля 1830 года[20].
5. ↑  Письмо Безобразова к Я. К. Гроту. Альбом не сохранился[28].
6. ↑  В то время в Царском не было обычно квартировавшего там лейб-гусарского полка, не переехал туда и двор[32].
7. ↑  В Музее-даче А. С. Пушкина в Царском Селе[33].
8. ↑  Н. О. и С. Л. Пушкины жили на даче в Павловске и часто виделись с сыном и невесткой[34].
9. ↑  Однако не все считали Наталью Николаевну красавицей: поэт Туманский, навестивший молодожёнов в Царском селе, писал: «Пушкин радовался, как ребёнок, моему приезду, оставил меня обедать у себя и чрезвычайно мило познакомил меня с своею пригожею женою. Не воображайте, однако ж, чтобы это было что-нибудь необыкновенное. Пушкина — беленькая, чистенькая девочка, с правильными чертами и лукавыми глазами, как у любой гризетки. Видно, что она и неловка ещё, и неразвязна. А всё-таки московщина отражается в ней довольно заметно. Что у неё нет вкуса, это видно по безобразному её наряду. Что у неё нет ни опрятности, ни порядка, — о том свидетельствовали запачканные салфетки и скатерть и расстройство мебели и посуды»[36].
10. ↑  Письмо Ланскому, 1849 год. Архив Араповой, л. 30[41].
11. ↑  Письма её к Пушкину не найдены, а письма Пушкина к жене по желанию Н. А. Меренберг были опубликованы в 1877 году И. С. Тургеневым. Позднее оригиналы пушкинских писем Наталье Николаевне графиня Меренберг отдала своему брату Александру с поручением передать их в Румянцевский музей[45][46].
12. ↑  Речь о письмах, сохранившихся до настоящего времени.
13. ↑  Н. И. Гончарова так и не вернула одолжённых денег Пушкину[50].
14. ↑  На придворные балы в Аничковом дворце допускались лишь самые близкие царской семье лица.
15. ↑  См. у Щёголева: «На склоне лет она [Н. И. Гончарова] была уже притчей у соседей: пила по лечебнику и утешалась ласками крепостных лакеев по очереди»[54].
16. ↑  «Наталья Николаевна старалась быть и была хорошей женой — но лишь до катастрофы»[57].
17. ↑  Труайя были предоставлены копии, отпечатанные на машинке. Фотокопии оригиналов писем Труайя включил в первое издание книги «Пушкин», в последующих изданиях они отсутствуют[64].
18. ↑  5 февраля 1836 года, после бала у княгини Бутера, фрейлина М. К. Мердер в своём дневнике отмечает «правильность наблюдений, сделанных <…> ранее, — они [Дантес и Пушкина] безумно влюблены друг в друга!»[65]
19. ↑  Исследователи обращают внимание на письмо Софьи Карамзиной брату Андрею от 8 июля 1836 года, в котором она сообщает: «Я шла под руку с Дантесом. Он меня забавлял своими шутками, своей весёлостью и даже смешными припадками своих чувств (как всегда, к прекрасной Натали)», и отмечают, что использованное Карамзиной выражение «как всегда» указывает на то, что ухаживание Дантеса было известно всем[66].
20. ↑  Вместе с тем, приводя мнение итальянской исследовательницы, Прожогин отмечает, что в данном случае Витале грешит антиисторизмом: «… хотя нравы в царствование Николая I не предвосхищали викторианского пуританизма, они не были похожи на нравы времён Людовика XV или Екатерины II. Тем менее оснований судить о тех событиях с точки зрения нынешней сексуальной революции»[70].
21. ↑  Найдено в архиве Араповой. Впервые опубликовано Леонидом Гроссманом в 1929 году[75].
22. ↑  Рассказ Араповой об этом свидании, о котором она, по её словам, узнала от воспитательницы Констанции, по мнению исследователей, неправдоподобен. См. Сафонов, М. Пресловутое рандеву // Временник Пушкинской комиссии : сб. науч. тр / РАН. Истор.-филол. отделение. Пушкин. комис. — СПб. : Наука, 2004. — Вып. 29. — С. 284—314.: «Совершенно очевидно, что весь этот рассказ выдуман ею [Араповой] от начала до конца».
23. ↑  Об этих письмах ничего не известно, если они и существовали, тексты их не сохранились[77].
24. ↑  См.: Раевский, Н. А. В замке Бродяны // Избранное. — М. : Художественная литература, 1978.
25. ↑  К началу 1836 года сумма долга возросла до 77 тысяч рублей[81].
26. ↑  Опубликован в «Русской старине» в августе 1900 года[86].
27. ↑  Пасквиль получили: Вяземские, Карамзины, Хитрово, Соллогуб (через тётку А. И. Васильчикову), Россеты, М. Ю. Виельгорский и, вероятно, Н. А. Скалон[87].
28. ↑  Дантес находился в то время на дежурстве[89].
29. ↑  Комментатор дневника Фикельмон С. Мрочковская-Балашова после слов «удивительной простоте» отмечает: «читай: глупости»[92]. Н. Раевский, анализируя эту запись, счёл нужным указать, что в связи с преддуэльными событиями Фикельмон скептически отзывается «об уме и характере жены поэта <…> она считает слабым и тот и другой»[93].
30. ↑  Подчёркнуто Фикельмон[94].
31. ↑  Подчёркнуто Фикельмон[94].
32. ↑  После беседы с Николаем I, состоявшейся 23 ноября, Пушкин отказался от мысли отправить письма адресатам[96].
33. ↑  Письмо А. И. Тургенева Н. И. Тургеневу 28 февраля 1837 года[100].
34. ↑  Текст одного из них (написано по-русски) опубликован С. Ласкиным в документальной повести «Вокруг дуэли».
35. ↑  Героиня одноимённой поэмы Жуковского, водяная дева, которая обрела душу благодаря любви к человеку.
36. ↑  Софья Ивановна и Ксавье де Местр вместе со своей воспитанницей Натальей и её мужем Густавом Фризенгофом, секретарём австрийского посольства, после долгого пребывания за границей возвратились в Петербург весной 1839 года. Осенью 1839 года Наталья Николаевна с детьми и сестрой и Местры поселились в доме Адама на Почтамтской улице[114].
37. ↑  Прошение М. Ю. Виельгорскому было подано Пушкиной 22 мая 1838 года[116].
38. ↑  У Араповой — князь Г.[132]
39. ↑  Ланской после долгой болезни продолжал курс лечения в Бадене, где встречался с Иваном Гончаровым[135].
40. ↑  Здесь Корф намекает на то, что у Ланского появляется возможность использовать своё служебное положение для поправки денежных дел. Как отмечает В. Старк, всё, что известно о Ланском, не подтверждает подозрений Корфа[137].
41. ↑  См. также воспоминания внучки Натальи Николаевны Е. Н. Бибиковой[139].
42. ↑  Единственный из всех портретов жён офицеров полка[142].
43. ↑  Вопреки обычаю, Наталья Николаевна приехала с послесвадебным визитом к Плетнёву не с Ланским, а с сестрой Александрой[144].
44. ↑  Ходатайство Петра Ланского от 14 октября 1855 года на имя министра внутренних дел Сергея Ланского, с положительной характеристикой Салтыкова-Щедрина, опубликовано в журнале «Русская литература» (№ 2, 1979) З. И. Кудрявцевой.
45. ↑  Воспоминания Л. Спасской, дочери врача, лечившего Наталью Николаевну в Вятке[153].
46. ↑  Исаков не значился среди «сильно скомпрометированных» лиц и был вскоре освобождён. Вероятно, это родственник книгопродавца Я. А. Исакова, существует также предположение, что это был сын С. С. Есакова (Исакова), товарища Пушкина по Царскосельскому лицею[155].
47. ↑  По цензурному уставу 1828 года право собственности наследников было ограничено двадцатипятилетним сроком со дня смерти автора.
48. ↑  Н. А. Меренберг передала Тургеневу письма с тем, чтобы он сам опустил места, неудобные для печати.
49. ↑  № 1 и 3 «Вестника Европы» за 1878 г.
50. ↑  По воспоминаниям Араповой, её мать поставила условие: письма должны были быть обнародованы только после смерти Ланского[171].
51. ↑  Следуя этикету того времени, Пушкин писал всем женщинам и Наталье Николаевне (в пору своего сватовства) на французском языке. После свадьбы он писал жене только по-русски.
52. ↑  Вересаев полагал, что Александра Арапова была родной дочерью Николая I, а «брак с покладистым Ланским» помог скрыть «результаты» этой связи[177].
53. ↑  Тем не менее, Вересаев считал, «что Наталья Николаевна была вовсе не пустышка, а несчастная женщина». Это высказывание пушкиниста, относящееся ко времени его совместной с М. А. Булгаковым работы (1930-е) над пьесой «Последние дни (Александр Пушкин)», приводит в своём «Дневнике» Е. С. Булгакова[178].
54. ↑  Около сорока писем, в описи бумаг Пушкина они значились под № 41[184].